# Kawalerowie Virtuti Militari (Polska Ludowa)
Kawalerowie Virtuti Militari (Polska Ludowa) – lista osób udekorowanych Orderem Virtuti Militari za wybitne czyny w szeregach ludowego Wojska Polskiego, Armii Ludowej, Batalionów Chłopskich, Żydowskiej Organizacji Bojowej, Brygad Międzynarodowych, oraz uczestnikom II wojny światowej, powstaniu wielkopolskim, powstaniach śląskich.
| Nazwisko i imię                                                       | Stopień                              | Data nadania                         | Jednostka organizacyjna                                              | Działania zbrojne                                              |
| Odznaczeni Krzyżem Wielkim (I klasy)                                  | Odznaczeni Krzyżem Wielkim (I klasy) | Odznaczeni Krzyżem Wielkim (I klasy) | Odznaczeni Krzyżem Wielkim (I klasy)                                 | Odznaczeni Krzyżem Wielkim (I klasy)                           |
| --------------------------------------------------------------------- | ------------------------------------ | ------------------------------------ | -------------------------------------------------------------------- | -------------------------------------------------------------- |
| Rola-Żymierski Michał                                                 | marszałek Polski                     | 1945                                 | Naczelny Dowódca Wojska Polskiego                                    | II wojna światowa                                              |
| Tito Josip Broz                                                       | marszałek                            | 1946                                 | dowódca Narodowej Armii Wyzwolenia Jugosławii                        | hiszpańska wojna domowa, II wojna światowa                     |
| de Goislard de Monsabert Joseph                                       | generał korpusu                      |                                      | 1 Armia Francuska                                                    | II wojna światowa                                              |
| Koniew Iwan                                                           | marszałek ZSRR                       | 1945                                 | dowódca 1 Frontu Ukraińskiego                                        |                                                                |
| Neuman Aleksander                                                     | generał major                        |                                      |                                                                      |                                                                |
| Rokossowski Konstanty                                                 | marszałek ZSRR                       | 1945                                 | dowódca 2 Frontu Białoruskiego                                       |                                                                |
| Svoboda Ludvik                                                        | generał armii                        | 11.03.1947                           | Minister Obrony Narodowej Republiki Czechosłowackiej                 | za zwycięskie dowodzenie Armią Czechosłowacką                  |
| Świerczewski Karol                                                    | generał broni                        | 1947                                 | pośmiertnie                                                          |                                                                |
| Żukow Gieorgij                                                        | marszałek ZSRR                       | 1945                                 | dowódca 1 Frontu Białoruskiego                                       |                                                                |
| Odznaczeni Krzyżem Komandorskim (II klasy)                            |                                      |                                      |                                                                      |                                                                |
| Koenig                                                                | generał armii                        | 1946                                 | Armia Francuska                                                      |                                                                |
| Jean de Lattre de Tassigny                                            | generał armii                        | 1945                                 | Armia Francuska                                                      |                                                                |
| Leclerc Philippe Marie                                                | generał armii                        | 12.11.1946                           | Armia Francuska                                                      | za zasługi położone w walce ze wspólnym wrogiem                |
| McNarney Joseph T.                                                    | generał                              | 1946                                 | Armia Stanów Zjednoczonych                                           |                                                                |
| Popławski Stanisław                                                   | generał dywizji                      | 1945                                 | ludowe Wojsko Polskie                                                |                                                                |
| Świerczewski Karol                                                    | generał dywizji                      | 1945                                 | ludowe Wojsko Polskie                                                |                                                                |
| Odznaczeni Krzyżem Kawalerskim (III klasy)                            |                                      |                                      |                                                                      |                                                                |
| Adcock Clarence Lionel                                                | generał major                        | 1945                                 | Armia Stanów Zjednoczonych                                           |                                                                |
| Berg Ole                                                              | generał major                        | 1946                                 |                                                                      | bitwa o Narvik                                                 |
| Béthouart Antoine                                                     | generał korpusu                      |                                      |                                                                      |                                                                |
| Bewans G. M.                                                          | generał major                        | 1945                                 | Armia Stanów Zjednoczonych                                           |                                                                |
| Briseid                                                               | admirał                              | 1946                                 | Armia Norweska                                                       | bitwa o Narvik                                                 |
| Bull Harold Roe „Pink”                                                | generał major                        | 1945                                 | Naczelne Dowództwo Alianckich Sił Ekspedycyjnych                     |                                                                |
| Dahl Arnc Dagfin                                                      | generał major                        | 1946                                 | Armia Norweska                                                       | bitwa o Narvik                                                 |
| Davis T.J.                                                            | generał brygady                      | 1945                                 | Armia Stanów Zjednoczonych                                           |                                                                |
| Hamović Rade                                                          | generał brygady                      | 1946                                 | Narodowo-Wyzwoleńcza Armia Jugosławii                                | II wojna światowa                                              |
| Hansson Halvor                                                        | generał major                        | 1946                                 | Armia Norweska                                                       | bitwa o Narvik                                                 |
| Jeremienko Andrzej                                                    | generał armii                        | 1946                                 | 4 Front Ukraiński                                                    |                                                                |
| Kieniewicz Bolesław                                                   | generał brygady                      | 1945                                 | 1 Armia Wojska Polskiego                                             |                                                                |
| Kimbar Józef                                                          | generał brygady                      | 1945                                 | 1 Korpus Pancerny                                                    |                                                                |
| Korczyc Władysław                                                     | generał dywizji                      | 1945                                 | ludowe Wojsko Polskie                                                |                                                                |
| Legentilhomme Paul                                                    | generał korpusu                      |                                      |                                                                      |                                                                |
| Naumow Aleksandr                                                      | generał major                        | 1946                                 |                                                                      |                                                                |
| Nevins Arthur S.                                                      | generał brygady                      | 1945                                 | Armia Stanów Zjednoczonych                                           |                                                                |
| Ruge Otto                                                             | generał lejtnant                     | 1946                                 | Armia Norweska                                                       | bitwa o Narvik                                                 |
| Sevez François                                                        | generał korpusu                      | 12.11.1946                           | Armia Francuska                                                      | za zasługi położone w walce ze wspólnym wrogiem                |
| Touzet du Vigier Jean                                                 | generał korpusu                      | 12.11.1946                           | dowódca 1 Dywizji Pancernej                                          | za zasługi położone w walce ze wspólnym wrogiem                |
| Sibert Franklin C.                                                    | generał                              | 1945                                 | United States Army                                                   |                                                                |
| Spychalski Marian                                                     | generał brygady                      | 1945                                 | ludowe Wojsko Polskie                                                |                                                                |
| Suchow Iwan                                                           | generał lejtnant                     | 1946                                 |                                                                      |                                                                |
| Summers Owen                                                          | generał brygady                      | 1945                                 | Armia Stanów Zjednoczonych                                           |                                                                |
| White Miller G.                                                       | generał major                        | 1946                                 | Armia Stanów Zjednoczonych                                           |                                                                |
| Whitten Lyman P.                                                      | generał brygady                      | 1945                                 | US Air Force                                                         |                                                                |
| Wołkensztejn Siergiej                                                 | generał lejtnant                     | 1946                                 |                                                                      |                                                                |
| Drgáč Šimon                                                           | generał brygady                      | 11.03.1947                           | zastępca szefa Sztabu Generalnego                                    | za zwycięskie dowodzenie Armią Czechosłowacką                  |
| Odznaczeni Krzyżem Złotym (IV klasy)                                  |                                      |                                      |                                                                      |                                                                |
| Aguriewski Michał                                                     | pułkownik                            |                                      | 2 Łużycka Dywizja Artylerii                                          |                                                                |
| Bewziuk Wojciech                                                      | generał dywizji                      | 1945                                 | 1 Warszawska Dywizja Piechoty                                        |                                                                |
| Brujić Srđan                                                          | podpułkownik                         | 1946                                 | Narodowo-Wyzwoleńcza Armia Jugosławii                                | II wojna światowa                                              |
| Carpentier Marcel                                                     | generał dywizji                      |                                      | Armia Francuska                                                      |                                                                |
| Chevillon                                                             | generał dywizji                      |                                      | Armia Francuska                                                      |                                                                |
| Chrost                                                                | kapitan                              | 1946                                 | Brygady Międzynarodowe                                               | wojna domowa w Hiszpanii                                       |
| Dahl Ornulf                                                           | pułkownik                            | 1946                                 | Armia Norweska                                                       | bitwa o Narvik                                                 |
| Finne Hans                                                            | pułkownik                            | 1946                                 | Armia Norweska                                                       | bitwa o Narvik                                                 |
| Flato Stanisław                                                       | podpułkownik                         | 1946                                 | Brygady Międzynarodowe                                               | wojna domowa w Hiszpanii                                       |
| Gałuszko Piotr                                                        | generał brygady                      | 1946                                 | 4 Front Ukraiński                                                    |                                                                |
| Gorodecki Mikołaj                                                     | generał brygady                      | 1946                                 | 4 Front Ukraiński                                                    |                                                                |
| Haneborg-Hansen Halfdan Olaf                                          | pułkownik                            | 1946                                 | Armia Norweska                                                       | bitwa o Narvik                                                 |
| Hesdin (de) René                                                      | generał dywizji                      |                                      | Armia Francuska                                                      |                                                                |
| Holm Harald Werde                                                     | pułkownik                            | 1946                                 | Armia Norweska                                                       | bitwa o Narvik                                                 |
| Karakoz Marek                                                         | generał brygady                      | 1945                                 | 1 Armia Wojska Polskiego                                             |                                                                |
| Kolesnikow Zachar                                                     | generał brygady                      | 1946                                 | 4 Front Ukraiński                                                    |                                                                |
| Komar Wacław                                                          | pułkownik                            | 1946                                 | Brygady Międzynarodowe                                               | wojna domowa w Hiszpanii                                       |
| Korowikow Wasyl                                                       | generał brygady                      | 1946                                 | 4 Front Ukraiński                                                    |                                                                |
| Lisowski Stanisław                                                    | generał brygady                      | 1945                                 | 1 Armia Wojska Polskiego                                             |                                                                |
| Lubański Bronisław                                                    | pułkownik                            |                                      | 1 Warszawska Brygada Saperów                                         |                                                                |
| Maczik Michał                                                         | generał major                        | 1946                                 |                                                                      |                                                                |
| Matiuchin Aleksander                                                  | generał brygady                      | 1946                                 | 4 Front Ukraiński                                                    |                                                                |
| Matuszczak Stanisław                                                  | pułkownik                            | 1946                                 | Brygady Międzynarodowe                                               | wojna domowa w Hiszpanii                                       |
| Mechlis Lew                                                           | generał broni                        | 1946                                 | 4 Front Ukraiński                                                    |                                                                |
| Mierzycan Jan                                                         | generał brygady                      |                                      | 1 Warszawska Brygada Pancerna                                        |                                                                |
| Panin Piotr                                                           | generał dywizji                      | 1946                                 | 4 Front Ukraiński                                                    |                                                                |
| Połynin Fiodor                                                        | generał dywizji                      | 1945                                 | ludowe Wojsko Polskie                                                |                                                                |
| Rutkowski Jan                                                         | major                                | 1945                                 | Brygady Międzynarodowe                                               | wojna domowa w Hiszpanii                                       |
| Sankowski Józef                                                       | generał brygady                      | 1945                                 | 2 Armia Wojska Polskiego                                             |                                                                |
| Siem Ole                                                              | kapitan                              | 1946                                 | Armia Norweska                                                       | bitwa o Narvik                                                 |
| Strażewski Wsiewołod                                                  | generał brygady                      | 1945                                 | 1 Armia Wojska Polskiego                                             |                                                                |
| Szczadrin Ananiusz                                                    | pułkownik                            |                                      | 2 Łużycka Dywizja Artylerii                                          |                                                                |
| Wasiljew Stefan                                                       | generał dywizji                      | 1946                                 | 4 Front Ukraiński                                                    |                                                                |
| Waszkiewicz Aleksander                                                | generał brygady                      | 1945                                 | 5 Dywizja Piechoty                                                   |                                                                |
| Zezelj Milan                                                          | podpułkownik                         | 1946                                 | Narodowo-Wyzwoleńcza Armia Jugosławii                                | II wojna światowa                                              |
| Jednostki wojskowe i instytucje odznaczone Krzyżem Srebrnym (V klasy) |                                      |                                      |                                                                      |                                                                |
|                                                                       |                                      |                                      | 1 Berliński batalion saperów                                         |                                                                |
|                                                                       |                                      |                                      | 2 batalion saperów                                                   |                                                                |
|                                                                       |                                      |                                      | 8 Kołobrzeski Batalion Saperów                                       |                                                                |
|                                                                       |                                      |                                      | 9 Kołobrzeski Batalion Saperów                                       |                                                                |
|                                                                       |                                      |                                      | 13 Kołobrzeski Batalion Saperów                                      |                                                                |
|                                                                       |                                      |                                      | 16 Dnowsko-Łużycka Brygada Pancerna                                  |                                                                |
|                                                                       |                                      | 1946                                 | Związek Zawodowy Pracowników Poczt i Telekomunikacji – Koło Gdańsk 1 | obrona Poczty Polskiej w Gdańsku                               |
| Odznaczeni Krzyżem Srebrnym                                           |                                      |                                      |                                                                      |                                                                |
| Abramczyk Józef                                                       |                                      |                                      | Bataliony Chłopskie                                                  |                                                                |
| Adamczyk Wacław                                                       |                                      |                                      | Bataliony Chłopskie                                                  |                                                                |
| Adamczyk Walenty                                                      |                                      |                                      | Bataliony Chłopskie                                                  |                                                                |
| Adamczyk Władysław                                                    | podporucznik                         |                                      | 33 Nyski pułk piechoty                                               |                                                                |
| Adamczyk Władysław                                                    | starszy sierżant                     | 1946                                 |                                                                      |                                                                |
| Adryan Andrzej                                                        |                                      |                                      | Armia Ludowa                                                         |                                                                |
| Akułow Piotr                                                          | podpułkownik                         | 1946                                 | 4 Front Ukraiński                                                    |                                                                |
| Alef-Bolkowiak Gustaw                                                 |                                      |                                      | Armia Ludowa                                                         |                                                                |
| Alinowski Franciszek                                                  |                                      |                                      |                                                                      |                                                                |
| Alnicynowicz Władysław                                                |                                      | 1946                                 |                                                                      |                                                                |
| Altman Tosia                                                          |                                      | 1948                                 |                                                                      | powstanie w getcie warszawskim                                 |
| Amosow Mikołaj                                                        | generał brygady                      | 1946                                 | 4 Front Ukraiński                                                    |                                                                |
| Ananiew Sergiusz                                                      | kapitan                              |                                      | 26 pułk piechoty                                                     |                                                                |
| Andrasiak Henryk                                                      | podporucznik                         |                                      | 28 pułk piechoty                                                     |                                                                |
| Andrejko Józef                                                        | porucznik                            |                                      | 18 Kołobrzeski pułk piechoty                                         |                                                                |
| Andriuchin Mikołaj                                                    | podpułkownik                         | 1946                                 | 4 Front Ukraiński                                                    |                                                                |
| Andruszczenko Mikołaj                                                 | kapitan                              |                                      | 2 Łużycka Dywizja Artylerii                                          |                                                                |
| Ankerman Chaim                                                        |                                      | 1948                                 |                                                                      | powstanie w getcie warszawskim                                 |
| Ankerstein Apolinary                                                  | podporucznik                         |                                      | Korpus Bezpieczeństwa Wewnętrznego                                   | walki z podziemiem antykomunistycznym                          |
| Antonow Stefan                                                        | plutonowy                            |                                      | 9 Brygada Artylerii Przeciwpancernej                                 |                                                                |
| Antonow Wasyl                                                         | podpułkownik                         | 1946                                 | 4 Front Ukraiński                                                    |                                                                |
| Archipowicz Aleksander                                                | pułkownik                            |                                      | 3 Berliński pułk piechoty                                            |                                                                |
| Arkuszewski Stanisław                                                 |                                      |                                      | ludowe Wojsko Polskie                                                |                                                                |
| Arszyński Stefan                                                      | pułkownik                            | 1946                                 | 4 Front Ukraiński                                                    |                                                                |
| Babiarz Stanisław                                                     | starszy fizylier                     |                                      | 33 Nyski pułk piechoty                                               |                                                                |
| Baczkowski Jan                                                        | sierżant                             | 1946                                 | Brygady Międzynarodowe                                               | wojna domowa w Hiszpanii                                       |
| Badajan Natan                                                         | major                                |                                      | Brygady Międzynarodowe                                               | wojna domowa w Hiszpanii                                       |
| Badecki Józef                                                         |                                      |                                      | Najwyższy Sąd Wojskowy                                               |                                                                |
| Balmitgere                                                            | podpułkownik                         |                                      | Armia Francuska                                                      |                                                                |
| Bałakirew Leonid                                                      | podpułkownik                         | 1946                                 | 4 Front Ukraiński                                                    |                                                                |
| Bałos Ludwik                                                          | major                                |                                      | 20 pułk piechoty                                                     | kampania wrześniowa                                            |
| Baran Władysław                                                       | plutonowy                            |                                      | Wojskowa Składnica Tranzytowa                                        | kampania wrześniowa                                            |
| Baranowski Włodzimierz                                                | kapitan                              |                                      | 8 Bydgoski pułk piechoty                                             |                                                                |
| Barański Ludwik                                                       | podpułkownik                         |                                      | 17 pułk piechoty                                                     |                                                                |
| Barbasiewicz Zdzisław                                                 | major                                |                                      | 95 pułk piechoty                                                     | kampania wrześniowa                                            |
| Barcharz Henryk                                                       | kapitan                              |                                      | 4 Drezdeńska Brygada Pancerna                                        |                                                                |
| Basak Zdzisław                                                        |                                      | 1946                                 | Armia Ludowa/Urząd Bezpieczeństwa                                    |                                                                |
| Baziuk Piotr                                                          | chorąży                              |                                      | 25 pułk piechoty                                                     |                                                                |
| Bąk Franciszek                                                        | porucznik                            |                                      | 1 Praski pułk piechoty                                               |                                                                |
| Bednarowski Franciszek                                                | kapral                               | 1946                                 |                                                                      |                                                                |
| Bekier Aleksander                                                     |                                      |                                      | XIII Brygada im. Jarosława Dąbrowskiego                              | hiszpańska wojna domowa                                        |
| Berger Ludwik                                                         |                                      |                                      |                                                                      |                                                                |
| Bergiel Władysław                                                     | podporucznik                         |                                      | Korpus Bezpieczeństwa Wewnętrznego                                   |                                                                |
| Bes Stanisław                                                         | porucznik                            |                                      | 2 pułk strzelców podhalańskich                                       | ucieczka z Oflagu II C Woldenberg                              |
| Bes Władysław Marian                                                  | podporucznik                         |                                      | 2 pułk strzelców podhalańskich                                       | ucieczka z Oflagu II C Woldenberg                              |
| Bewziuk Wojciech                                                      | generał dywizji                      | KS                                   | 1 Warszawska Dywizja Piechoty                                        |                                                                |
| Białek Tadeusz                                                        |                                      |                                      |                                                                      |                                                                |
| Białobrodzki Michał                                                   | pułkownik                            |                                      | Korpus Bezpieczeństwa Wewnętrznego                                   |                                                                |
| Biały Tadeusz                                                         | chorąży                              |                                      | 2 Berliński pułk piechoty                                            |                                                                |
| Bielawski Klemens                                                     | chorąży                              |                                      | 15 pułk piechoty                                                     |                                                                |
| Bielejewski Czesław                                                   | porucznik                            |                                      | 2 Berliński pułk piechoty                                            |                                                                |
| Bielewicz Jerzy                                                       | podporucznik                         |                                      | 40 pal                                                               |                                                                |
| Bielowicz Wiktor                                                      | podporucznik                         |                                      |                                                                      | kampania wrześniowa                                            |
| Bieliński Niemir                                                      | kapitan                              |                                      | 3 batalionu AL                                                       | powstanie warszawskie                                          |
| Bieniasz Tadeusz                                                      |                                      |                                      |                                                                      |                                                                |
| Bień Mieczysław                                                       |                                      |                                      |                                                                      |                                                                |
| Biernacki Adolf „Wańcza”                                              |                                      | 1946                                 |                                                                      |                                                                |
| Biernat Tadeusz                                                       | podporucznik                         |                                      | 34 pal                                                               |                                                                |
| Bieszczanin Zygmunt                                                   |                                      |                                      | Armia Ludowa                                                         |                                                                |
| Bilewicz Stanisław                                                    |                                      |                                      |                                                                      |                                                                |
| Blacha Jan                                                            |                                      |                                      | Polska Partia Robotnicza – oddział we Francji                        |                                                                |
| Blak Józef                                                            |                                      |                                      |                                                                      |                                                                |
| Błażejewski Jakub                                                     | plutonowy                            |                                      | 25 pułk piechoty                                                     |                                                                |
| Bodnar Leon                                                           | porucznik                            |                                      | 7 Kołobrzeski pułk piechoty                                          |                                                                |
| Bogiel Władysław                                                      | plutonowy                            |                                      |                                                                      | walki z UPA                                                    |
| Bolesny Józef                                                         | szeregowy                            |                                      |                                                                      |                                                                |
| Boraks Eljachu                                                        |                                      | 1948                                 |                                                                      | działalność w ruchu oporu w getcie wileńskim oraz białostockim |
| Bordziejewicz Piotr                                                   | kapitan                              |                                      | 1 Praski pułk piechoty                                               |                                                                |
| Borkacki Eugeniusz                                                    | podporucznik                         |                                      | 2 Berliński pułk piechoty                                            |                                                                |
| Borkowski Mieczysław                                                  | kapitan                              | 1946                                 | 37 pal                                                               |                                                                |
| Borne Jan                                                             |                                      |                                      | Ruch Oporu we Francji                                                |                                                                |
| Borowiak Stanisław                                                    | starszy sierżant                     | 1946                                 | Brygady Międzynarodowe                                               | wojna domowa w Hiszpanii                                       |
| Bozek Bolesław                                                        | chorąży                              |                                      |                                                                      |                                                                |
| Bożek Arka                                                            |                                      |                                      |                                                                      |                                                                |
| Berjow André „Auber”                                                  | porucznik                            | 1946                                 | Francuski Ruch Oporu                                                 |                                                                |
| Brena Teodor                                                          | porucznik                            |                                      | 3 Berliński pułk piechoty                                            |                                                                |
| Brenstiern-Pfanhauser Józef                                           |                                      | 1946                                 |                                                                      |                                                                |
| Breus Teodor                                                          | porucznik                            |                                      | 3 Berliński pułk piechoty                                            |                                                                |
| Brewda Feliks                                                         | puownik                              | 1946                                 | 4 Front Ukraiński                                                    |                                                                |
| Briuchanczykow Wasyl                                                  | kapitan                              | 1946                                 | 4 Front Ukraiński                                                    |                                                                |
| Broch Jakub                                                           | podporucznik                         |                                      | 3 Berliński pułk piechoty                                            |                                                                |
| Bruskin Aron                                                          |                                      | 1948                                 |                                                                      | powstanie w getcie warszawskim                                 |
| Brykman Eugeniusz                                                     | chorąży                              |                                      | 25 pułk piechoty                                                     |                                                                |
| Buch Marek                                                            |                                      | 1948                                 |                                                                      |                                                                |
| Buchajster Ludwik                                                     | porucznik                            |                                      |                                                                      |                                                                |
| Buczyński Eustachy                                                    |                                      | 1946                                 |                                                                      |                                                                |
| Bukat Jan                                                             | szeregowy                            |                                      | 1 Warszawska Brygada Saperów                                         |                                                                |
| Bułgakow Serafin                                                      | podpułkownik                         | 1946                                 | 4 Front Ukraiński                                                    |                                                                |
| Burak Franciszek                                                      | podporucznik                         |                                      | 6 pułk piechoty                                                      |                                                                |
| Bury-Burzyński Stanisław                                              | kapitan                              |                                      |                                                                      | kampania wrześniowa                                            |
| Burzak Stanisław                                                      | podporucznik                         |                                      | 7 Kołobrzeski pułk piechoty                                          |                                                                |
| Bystrow Aleksiej                                                      | major                                | 1946                                 |                                                                      |                                                                |
| Cebulski Edward                                                       | plut. pchor. rez.                    | 1967                                 | 73 pułk piechoty                                                     | kampania wrześniowa                                            |
| Celiński Karol                                                        |                                      |                                      |                                                                      |                                                                |
| Ceregra Kazimierz                                                     | major                                | 1946                                 |                                                                      |                                                                |
| Chabura Czesław                                                       | podporucznik                         |                                      | 25 pułk piechoty                                                     |                                                                |
| Chambułajew Idrys                                                     | podpułkownik                         | 1946                                 | 4 Front Ukraiński                                                    |                                                                |
| Chanaj Tadeusz                                                        | szeregowy                            |                                      | 33 Nyski pułk piechoty                                               |                                                                |
| Chardikow Iwan                                                        | kapitan                              |                                      | 1 Warszawska Brygada Pancerna                                        |                                                                |
| Chlustow Sergiusz                                                     | major                                |                                      | 6 pułk piechoty                                                      |                                                                |
| Chlustow Wasyl                                                        | porucznik                            |                                      | 14 Brygada Artylerii Przeciwpancernej                                |                                                                |
| Chłodnicki Zbigniew                                                   | porucznik                            |                                      | 25 pułk piechoty                                                     |                                                                |
| Chłopienow Jan                                                        | kapitan                              |                                      | 1574 pułk artylerii przeciwlotniczej ACz                             | walki o Warszawę                                               |
| Chocko Mikołaj                                                        | porucznik                            |                                      | 2 Berliński pułk piechoty                                            |                                                                |
| Choczanow Walentyn                                                    | pułkownik                            | 1946                                 | 4 Front Ukraiński                                                    |                                                                |
| Chodźko Mikołaj                                                       | porucznik                            |                                      | 3 Berliński pułk piechoty                                            |                                                                |
| Choroszajłow Michał                                                   | podpułkownik                         | 1946                                 |                                                                      |                                                                |
| Chrzanowski Mieczysław                                                | szeregowy                            |                                      |                                                                      |                                                                |
| Chudzik Stanisław                                                     | podporucznik                         |                                      | 6 pułk piechoty                                                      |                                                                |
| Ciechoński Wacław                                                     | podporucznik                         |                                      | 1 Praski pułk piechoty                                               |                                                                |
| Ciesielski Lubomir                                                    | porucznik                            |                                      | 34 Budziszyński pułk piechoty                                        |                                                                |
| Cimura Emil                                                           | podpułkownik                         | 17.12.1946                           | 32 Budziszyński pułk piechoty                                        |                                                                |
| Ciupa Andrzej                                                         | podporucznik                         |                                      | 8 Bydgoski pułk piechoty                                             |                                                                |
| Cukierman Mojżesz                                                     |                                      | 1948                                 |                                                                      | powstanie w getcie warszawskim?                                |
| Cyba Józef                                                            | podporucznik                         | 1946                                 | Brygady Międzynarodowe                                               | wojna domowa w Hiszpanii                                       |
| Cyrpel Piotr                                                          | podporucznik                         |                                      | 13 pułk artylerii pancernej                                          |                                                                |
| Czaplicki Mieczysław                                                  | podporucznik                         |                                      | 32 Budziszyński pułk piechoty                                        |                                                                |
| Czarkowski Ryszard                                                    | podporucznik                         |                                      | 36 Łużycki pułk piechoty                                             |                                                                |
| Czardybon Bernard                                                     |                                      |                                      |                                                                      | powstania śląskie                                              |
| Czarnej Kazimierz                                                     | podporucznik                         |                                      |                                                                      |                                                                |
| Czechowski Jan                                                        | kapral                               |                                      | 1 Warszawska Brygada Saperów                                         |                                                                |
| Czeluskin Mikołaj                                                     | pułkownik                            | 1946                                 | 4 Front Ukraiński                                                    |                                                                |
| Czerniakower Lejb                                                     |                                      | 1948                                 |                                                                      | powstanie w getcie warszawskim                                 |
| Czernych Gleb                                                         | pułkownik                            |                                      | Korpus Bezpieczeństwa Wewnętrznego                                   |                                                                |
| Czernysz Wasyl                                                        | pułkownik                            |                                      | 16 Kołobrzeski pułk piechoty                                         |                                                                |
| Czopowik Zbigniew                                                     | podporucznik                         |                                      | 3 Berliński pułk piechoty                                            |                                                                |
| Czuroczkin Michał                                                     | podpułkownik                         |                                      | 13 pułk artylerii pancernej                                          |                                                                |
| Czyżewski Leon                                                        | starszy strzelec                     |                                      |                                                                      | walki z UPA                                                    |
| Ćmok Ludwik                                                           |                                      |                                      |                                                                      | powstania śląskie                                              |
| Ćwik Tadeusz                                                          | chorąży                              |                                      | 2 Berliński pułk piechoty                                            |                                                                |
| Dabek Józef                                                           | major                                |                                      | 4 Drezdeńska Brygada Pancerna                                        |                                                                |
| Danczenko Teodor                                                      | podporucznik                         |                                      | 2 Łużycka Dywizja Artylerii                                          |                                                                |
| Demetz                                                                | pułkownik                            |                                      | Armia Francuska                                                      |                                                                |
| Demian Horobij                                                        | major                                |                                      | 18 Kołobrzeski pułk piechoty                                         |                                                                |
| Demodow Włodzimierz                                                   | podporucznik                         |                                      | 4 Drezdeńska Brygada Pancerna                                        |                                                                |
| Depcik Paweł                                                          |                                      |                                      |                                                                      | powstania śląskie                                              |
| Derkacz Aleksander                                                    | szeregowy                            |                                      | 1 Warszawska Brygada Saperów                                         |                                                                |
| Dęga Czesław                                                          | porucznik                            |                                      | 37 pal                                                               |                                                                |
| Dobriakow Mikołaj Michał                                              | porucznik                            |                                      | 22 pal                                                               |                                                                |
| Dobromil Jan                                                          | chorąży                              |                                      | 3 Berliński pułk piechoty                                            |                                                                |
| Dobrowolski Kazimierz                                                 | podporucznik                         |                                      |                                                                      | kampania wrześniowa                                            |
| Dobrowolski Lucjan                                                    |                                      |                                      |                                                                      |                                                                |
| Dobrowolski Stanisław Witold                                          | podporucznik                         |                                      |                                                                      | kampania wrześniowa                                            |
| Dołgów Jan                                                            | kapitan                              |                                      | 16 Kołobrzeski pułk piechoty                                         |                                                                |
| Domaradzki Stefan                                                     | starszy wachmistrz                   | 1946                                 |                                                                      |                                                                |
| Domiński Jerzy                                                        |                                      | 1946                                 |                                                                      |                                                                |
| Drabik Bolesław                                                       | kapitan                              | 1946                                 | oddział dywersyjny „Bolka” AL                                        |                                                                |
| Dragun Jan                                                            | chorąży                              |                                      | 1 Praski pułk piechoty                                               |                                                                |
| Drapała Augustyn                                                      | sierżant                             |                                      | 7 Kołobrzeski pułk piechoty                                          |                                                                |
| Drobuszewicz Jan                                                      | major                                |                                      | 1 Praski pułk piechoty                                               |                                                                |
| Dubowik Edward                                                        | porucznik                            | 1946                                 |                                                                      |                                                                |
| Duda Stanisław                                                        | podporucznik                         |                                      | 7 Kołobrzeski pułk piechoty                                          |                                                                |
| Duda Władysław                                                        | kapitan                              | 1946                                 |                                                                      |                                                                |
| Dudek Kazimierz                                                       | chorąży                              |                                      | 4 pułk piechoty                                                      |                                                                |
| Dudycz Piotr                                                          | podporucznik                         | 1971                                 |                                                                      | II wojna światowa                                              |
| Dullewicz Władysław                                                   | podchorąży marynarki                 |                                      |                                                                      | kampania wrześniowa                                            |
| Dun-Bogen Gierszon                                                    |                                      |                                      |                                                                      | wojna domowa w Hiszpanii                                       |
| Duro Tadeusz „Szmajser”                                               |                                      | 1946                                 |                                                                      | konspiracja                                                    |
| Dusznik Aron                                                          | podpułkownik                         | 1946                                 | 4 Front Ukraiński                                                    |                                                                |
| Dzida Stanisław                                                       | podporucznik                         |                                      | 14 Kołobrzeski pułk piechoty                                         |                                                                |
| Dziergunow Aleksander                                                 | major                                |                                      | 16 Kołobrzeski pułk piechoty                                         |                                                                |
| Ejgert Stanisław                                                      | porucznik                            |                                      | 2 Berliński pułk piechoty                                            |                                                                |
| Falanid Szahne                                                        |                                      |                                      |                                                                      |                                                                |
| Fatianow Grzegorz                                                     | porucznik                            |                                      | 22 pal                                                               |                                                                |
| Felman Salomon                                                        | sierżant                             | 1945                                 | Brygady Międzynarodowe                                               | wojna domowa w Hiszpanii                                       |
| Ferber Bernard                                                        | chorąży                              |                                      | 1 Praski pułk piechoty                                               |                                                                |
| Feryniec Wacław                                                       | porucznik                            |                                      | 1 Warszawska Brygada Pancerna                                        |                                                                |
| Filimonow Aleksander                                                  | kapitan                              |                                      |                                                                      |                                                                |
| Flajszakier Ignacy                                                    | kapitan                              |                                      | 2 Berliński pułk piechoty                                            |                                                                |
| Flak Augustyn                                                         | szeregowy                            | 1946                                 |                                                                      |                                                                |
| Flamenbaum Mojżesz                                                    |                                      | 1947                                 |                                                                      | powstanie w getcie warszawskim                                 |
| Folga Emanuel                                                         | kapitan                              |                                      |                                                                      | kampania wrześniowa                                            |
| Fomin Aleksander                                                      | major                                |                                      | 5 Kołobrzeski pułk piechoty                                          |                                                                |
| Fotek Tadeusz                                                         |                                      |                                      |                                                                      |                                                                |
| Frydberg Mieczysław                                                   | ks. proboszcz                        | 1946                                 |                                                                      |                                                                |
| Frydrych Jan I                                                        |                                      |                                      |                                                                      | powstania śląskie                                              |
| Frydrych Władysław                                                    | starszy szeregowy                    |                                      | 5 Kołobrzeski pułk piechoty                                          |                                                                |
| Fondamiński Edward                                                    |                                      |                                      |                                                                      | powstanie w getcie warszawskim                                 |
| Fuchrer Mira                                                          |                                      | 1948                                 | Żydowska Organizacja Bojowa                                          | powstanie w getcie warszawskim                                 |
| Gać Kuba Stanisław                                                    |                                      | 1946                                 |                                                                      |                                                                |
| Gajos Stefan                                                          | podporucznik                         |                                      | 2 Berliński pułk piechoty                                            |                                                                |
| Galar Karol                                                           | podporucznik                         |                                      | 33 Nyski pułk piechoty                                               |                                                                |
| Galicki Eugeniusz                                                     |                                      | 1946                                 |                                                                      |                                                                |
| Galla Edmund                                                          | porucznik                            |                                      | 2 Berliński pułk piechoty                                            |                                                                |
| Galuzin Jewgenij                                                      | podpułkownik                         | 1946                                 | 4 Front Ukraiński                                                    |                                                                |
| Gancarczyk Roman                                                      |                                      |                                      |                                                                      | konspiracja w woj. krakowskim                                  |
| Gąsiorek Władysław                                                    | szeregowy                            | 1946                                 | Brygady Międzynarodowe                                               | wojna domowa w Hiszpanii                                       |
| Gdulewski Ryszard                                                     | podpułkownik                         | 1947                                 | Sztab Główny AL                                                      | konspiracja                                                    |
| Gede Kazimierz                                                        | porucznik                            |                                      | Brygady Międzynarodowe                                               | wojna domowa w Hiszpanii                                       |
| Gefon Władysław                                                       |                                      |                                      |                                                                      | konspiracja                                                    |
| Geller Eliezer                                                        |                                      | 1948                                 | Żydowska Organizacja Bojowa                                          | powstanie w getcie warszawskim                                 |
| Gienierałow Mikołaj                                                   | major                                | 1946                                 | 4 Front Ukraiński                                                    |                                                                |
| Gieorgiew Michał                                                      | major                                |                                      | 40 pal                                                               |                                                                |
| Gieranowski Stefan                                                    | major                                |                                      |                                                                      | kampania wrześniowa                                            |
| Gieraszczenko Iwan                                                    | podpułkownik                         | 1946                                 | 4 Front Ukraiński                                                    |                                                                |
| Gierczak Emilia                                                       | podporucznik                         |                                      | 10 pułk piechoty                                                     |                                                                |
| Gierczak Władysław                                                    | porucznik                            | 1946                                 |                                                                      | konspiracja                                                    |
| Gil Teodor                                                            | szeregowy                            |                                      | 8 Bydgoski pułk piechoty                                             |                                                                |
| Ginter Tadeusz                                                        | podporucznik                         | 1946                                 |                                                                      |                                                                |
| Gledryś Wiktor                                                        | chorąży                              |                                      | 1 Praski pułk piechoty                                               |                                                                |
| Glinka Władysław                                                      | porucznik                            |                                      |                                                                      | kampania wrześniowa                                            |
| Głogowski Bronisław                                                   |                                      | 1946                                 |                                                                      |                                                                |
| Głowacki Ludwik                                                       | kapitan                              |                                      |                                                                      | kampania wrześniowa                                            |
| Gnietko Włodzimierz                                                   | szeregowy                            |                                      | 2 Berliński pułk piechoty                                            |                                                                |
| Goldkorn Dora                                                         |                                      | 1948                                 | Żydowska Organizacja Bojowa                                          | powstanie w getcie warszawskim                                 |
| Gonczarow Grzegorz                                                    | podporucznik                         |                                      | 8 Bydgoski pułk piechoty                                             |                                                                |
| Goryl Jan                                                             | szeregowy                            |                                      | 34 Budziszyński pułk piechoty                                        |                                                                |
| Górski Franciszek                                                     | kapitan                              |                                      | 4 Drezdeńska Brygada Pancerna                                        |                                                                |
| Górski Władysław                                                      | kapitan                              |                                      | 3 Berliński pułk piechoty                                            |                                                                |
| Grabowski Edmund                                                      | kapitan                              |                                      |                                                                      | kampania wrześniowa                                            |
| Gradus Henryk                                                         | podporucznik                         | 1946                                 |                                                                      |                                                                |
| Granatsztejn Sara                                                     |                                      | 1948                                 | Żydowska Organizacja Bojowa                                          | powstanie w getcie warszawskim                                 |
| Gross Jerzy                                                           | porucznik                            | 1946                                 |                                                                      |                                                                |
| Growas Mordhaj                                                        |                                      | 1948                                 | Żydowska Organizacja Bojowa                                          | powstanie w getcie warszawskim                                 |
| Gryczman Jan                                                          | porucznik                            | 1946                                 | Wojskowa Składnica Tranzytowa                                        | kampania wrześniowa                                            |
| Gryl Florian Jan                                                      | podpułkownik                         |                                      |                                                                      | kampania wrześniowa                                            |
| Gryszyn Michał                                                        | podporucznik                         |                                      | 37 pułk piechoty                                                     |                                                                |
| Grzechnik Henryk                                                      | kapral                               |                                      | 9 Brygada Artylerii Przeciwpancernej                                 |                                                                |
| Grzegorzek Józef                                                      |                                      |                                      |                                                                      | powstania śląskie                                              |
| Grzejek Kazimierz                                                     | starszy sierżant                     |                                      | 16 Kołobrzeski pułk piechoty                                         |                                                                |
| Grzyl Józef                                                           | podporucznik                         | 1946                                 | Brygady Międzynarodowe                                               | wojna domowa w Hiszpanii                                       |
| Gubin Stanisław                                                       | podporucznik                         |                                      | 1 Warszawska Brygada Pancerna                                        |                                                                |
| Gumienny Władysław                                                    | podporucznik                         |                                      | 2 Berliński pułk piechoty                                            |                                                                |
| Gurzęda Lucjan                                                        | podporucznik                         |                                      | 6 pułk piechoty                                                      |                                                                |
| Guzik Kazimierz                                                       | kapral                               |                                      | 2 Berliński pułk piechoty                                            |                                                                |
| Hejman Mieczysław                                                     |                                      | 1948                                 |                                                                      |                                                                |
| Hajdy Julian                                                          | kapitan                              |                                      |                                                                      | kampania wrześniowa                                            |
| Halec Wacław                                                          | kapitan                              | 1946                                 |                                                                      |                                                                |
| Halpern Oskar                                                         | chorąży                              |                                      | 5 Kołobrzeski pułk piechoty                                          |                                                                |
| Hecht Marceli                                                         | podporucznik                         |                                      | 2 Berliński pułk piechoty                                            |                                                                |
| Hencel Zdzisław                                                       | chorąży                              |                                      | 26 pułk piechoty                                                     |                                                                |
| Hibner Juliusz                                                        | kapitan                              |                                      | 1 Praski pułk piechoty                                               |                                                                |
| Hofman Szymon                                                         |                                      |                                      |                                                                      |                                                                |
| Hołowiński Władysław                                                  | kapitan                              | 1946                                 | 23 pal                                                               |                                                                |
| Hołub Stanisław                                                       | major                                |                                      |                                                                      | kampania wrześniowa                                            |
| Hromada Henryk                                                        | major                                |                                      |                                                                      |                                                                |
| Hucuł Stefan                                                          | chorąży                              |                                      | 40 pal                                                               |                                                                |
| Huszcza Zygmunt                                                       | generał dywizji                      | 1972                                 | 1 Armia Wojska Polskiego                                             | bitwa pod Lenino                                               |
| Ignatow Mikołaj                                                       | podpułkownik                         | 1946                                 | 4 Front Ukraiński                                                    |                                                                |
| Iszczenko Jan                                                         | kapitan                              |                                      | 22 pal                                                               |                                                                |
| Iwanow Aleksander                                                     | pułkownik                            | 1946                                 | 4 Front Ukraiński                                                    |                                                                |
| Iwanow Andrzej                                                        | kapitan                              |                                      | 1 Praski pułk piechoty                                               |                                                                |
| Jacewicz Józef                                                        | podporucznik                         |                                      |                                                                      |                                                                |
| Jachimowicz Mikołaj                                                   | kapitan                              |                                      | 4 Drezdeńska Brygada Pancerna                                        |                                                                |
| Jagiełło Konstanty                                                    |                                      |                                      |                                                                      |                                                                |
| Jamnicki Karol Leon                                                   | chorąży                              |                                      | 1 Praski pułk piechoty                                               |                                                                |
| Janasek Jan „Konrad”                                                  |                                      | 1946                                 |                                                                      |                                                                |
| Janiszewski Mieczysław                                                | podporucznik                         |                                      | 2 Berliński pułk piechoty                                            |                                                                |
| Jankiewicz Zygmunt                                                    | podporucznik                         |                                      | 1 Warszawska Brygada Pancerna                                        |                                                                |
| Jarosz Marian                                                         | kapitan                              | 1970                                 | walki z UPA                                                          | służba w pociągu pancernym                                     |
| Jasanis Sergiej                                                       | kapitan                              | 1946                                 | 4 Front Ukraiński                                                    |                                                                |
| Jasinowkier Herszel                                                   |                                      |                                      |                                                                      | konspiracja                                                    |
| Jaśkiewicz Nikifor                                                    | podpułkownik                         |                                      | 29 pułk piechoty                                                     |                                                                |
| Jaworski Michał                                                       | major                                | 1946                                 |                                                                      |                                                                |
| Jechiczew Iwan                                                        | pułkownik                            | 1946                                 | 4 Front Ukraiński                                                    |                                                                |
| Jedynak Maria                                                         | porucznik                            | 1946                                 |                                                                      |                                                                |
| Jefimow Mikołaj                                                       | pułkownik                            | 1946                                 | 4 Front Ukraiński                                                    |                                                                |
| Jelecki Wasyl                                                         | pułkownik                            |                                      | Korpus Bezpieczeństwa Wewnętrznego                                   |                                                                |
| Jełajew Mikołaj                                                       | podpułkownik                         | 1946                                 | 4 Front Ukraiński                                                    |                                                                |
| Jepiszkin Grzegorz                                                    | kapitan                              |                                      | 37 pułk piechoty                                                     |                                                                |
| Jędrzejewski Piotr                                                    | kapral                               | 1946                                 | Brygady Międzynarodowe                                               | wojna domowa w Hiszpanii                                       |
| Jodłowski Ludwik                                                      | porucznik                            | 1946                                 |                                                                      |                                                                |
| Jolles Szymon                                                         | podporucznik                         |                                      | 14 Kołobrzeski pułk piechoty                                         |                                                                |
| Jonów Dymitr                                                          | podporucznik                         |                                      | 8 Bydgoski pułk piechoty                                             |                                                                |
| Juraszek Rudolf                                                       | podporucznik                         |                                      | 2 Berliński pułk piechoty                                            |                                                                |
| Jurczak Jarosław                                                      | podporucznik                         | 1946                                 |                                                                      |                                                                |
| Jurewicz Henryk                                                       | kapitan                              | 1946                                 |                                                                      |                                                                |
| Juriewicz Jerzy                                                       | porucznik                            | 1946                                 |                                                                      |                                                                |
| Kaczanowski Włodzimierz                                               |                                      |                                      | IV batalion OW PPS                                                   |                                                                |
| Kaczmarczyk Stanisław                                                 | sierżant                             | 1946                                 | Brygady Międzynarodowe                                               | wojna domowa w Hiszpanii                                       |
| Kaleta Antoni                                                         | kapitan                              | 1946                                 |                                                                      |                                                                |
| Kaliciński Bronisław                                                  | sierżant                             |                                      | 7 Kołobrzeski pułk piechoty                                          |                                                                |
| Kalinowski Stanisław                                                  | major                                |                                      |                                                                      | kampania wrześniowa                                            |
| Kalkus Jan                                                            |                                      |                                      | Ruch Oporu we Francji                                                |                                                                |
| Kamiński Franciszek                                                   | podporucznik                         |                                      | 2 Berliński pułk piechoty                                            |                                                                |
| Kamiński Józef                                                        | major                                |                                      | 34 Budziszyński pułk piechoty                                        |                                                                |
| Kamiński Tadeusz                                                      |                                      | 1946                                 |                                                                      |                                                                |
| Kaplinowski Józef                                                     | kapitan                              |                                      |                                                                      | kampania wrześniowa                                            |
| Karasiew Leonid                                                       | podpułkownik                         | 1946                                 | 4 Front Ukraiński                                                    |                                                                |
| Karaś Aleksander                                                      | porucznik                            |                                      | 2 Berliński pułk piechoty                                            |                                                                |
| Karczewski Henryk                                                     | kapitan                              | 17.12.1946                           |                                                                      |                                                                |
| Karczewski Tadeusz                                                    | doktor                               |                                      |                                                                      | powstania śląskie                                              |
| Karlicki Bogdan Edward                                                |                                      |                                      |                                                                      |                                                                |
| Kartin Pinchas                                                        |                                      | 1948                                 | Żydowska Organizacja Bojowa?                                         |                                                                |
| Kasiński Stefan                                                       | szeregowy                            | 1946                                 |                                                                      | okupacja niemiecka                                             |
| Kaszewski Marian                                                      | podporucznik                         |                                      | 27 pułk piechoty                                                     |                                                                |
| Kasztelan Antoni                                                      | kapitan                              |                                      |                                                                      | kampania wrześniowa                                            |
| Katkowski Franciszek                                                  | porucznik                            |                                      | 3 Berliński pułk piechoty                                            |                                                                |
| Katulin Mikołaj                                                       | pułkownik                            | 1946                                 | 4 Front Ukraiński                                                    |                                                                |
| Kaufman Natan                                                         | szeregowy                            | 1946                                 | Brygady Międzynarodowe                                               | wojna domowa w Hiszpanii                                       |
| Kawa Heniek                                                           |                                      | 1948                                 |                                                                      | powstanie w getcie warszawskim                                 |
| Kawa Joszke                                                           |                                      | 1948                                 |                                                                      |                                                                |
| Kaźmierczak Jan                                                       | podporucznik                         |                                      | 3 Berliński pułk piechoty                                            |                                                                |
| Kazimierski Stanisław                                                 | podporucznik                         | 1946                                 |                                                                      |                                                                |
| Kekin Borys                                                           | podporucznik                         |                                      | 11 pułk piechoty                                                     |                                                                |
| Kiczko Mikołaj                                                        | major                                |                                      | 4 Drezdeńska Brygada Pancerna                                        |                                                                |
| Kieczyło Eugeniusz                                                    | kapral                               |                                      | 2 Berliński pułk piechoty                                            |                                                                |
| Kilar Alfred                                                          | starszy szeregowy                    |                                      | 33 Nyski pułk piechoty                                               |                                                                |
| Kinasiewicz Zygmunt                                                   | strzelec                             |                                      |                                                                      | walki z UPA                                                    |
| Kisielew Anatol                                                       | major                                | 1946                                 | 4 Front Ukraiński                                                    |                                                                |
| Kiszka Wawrzyniec                                                     |                                      |                                      | Ruch Oporu we Francji                                                |                                                                |
| Klajn Jakub                                                           | porucznik                            |                                      | 2 Berliński pułk piechoty                                            |                                                                |
| Klamka Władysław                                                      |                                      | 1946                                 |                                                                      |                                                                |
| Klimko Gendij                                                         | chorąży                              |                                      | 9 Brygada Artylerii Przeciwpancernej                                 |                                                                |
| Klos Andrzej                                                          | sierżant                             | 1946                                 | Brygady Międzynarodowe                                               | wojna domowa w Hiszpanii                                       |
| Kłysz Franciszek                                                      | starszy sierżant                     |                                      | 2 Berliński pułk piechoty                                            |                                                                |
| Koba Stanisław                                                        | kapral                               | 1946                                 |                                                                      |                                                                |
| Kochane Michał                                                        | podporucznik                         |                                      | 1 Praski pułk piechoty                                               |                                                                |
| Kocioł-Piotrowski Józef                                               | podporucznik                         | 1946                                 |                                                                      | konspiracja w krakowskiem                                      |
| Koczuk Jan                                                            | kapral                               |                                      | 1 Praski pułk piechoty                                               |                                                                |
| Kokarew Juryj                                                         | pułkownik                            | 1946                                 | 4 Front Ukraiński                                                    |                                                                |
| Kolada Paweł                                                          | ogniomistrz                          |                                      | 2 Berliński pułk piechoty                                            |                                                                |
| Kolanecki Czesław                                                     | kapral                               |                                      | 6 pułk piechoty                                                      |                                                                |
| Kolasa Józef                                                          | generał brygady                      | 1968                                 | 2 Berliński pułk piechoty                                            | bitwa pod Lenino                                               |
| Kołaczyński Józef                                                     | podporucznik                         |                                      | 2 Berliński pułk piechoty                                            |                                                                |
| Kołodziej Karol                                                       | podporucznik                         |                                      | 2 Berliński pułk piechoty                                            |                                                                |
| Kołodziejski Zenon                                                    |                                      | 1947                                 |                                                                      | konspiracja                                                    |
| Kołonijec Aleksander                                                  | podpułkownik                         | 1946                                 | 4 Front Ukraiński                                                    |                                                                |
| Kołpak Aleksander                                                     | kapral                               |                                      | 2 Berliński pułk piechoty                                            |                                                                |
| Komar Jan                                                             | podpułkownik                         |                                      | 25 pułk piechoty                                                     |                                                                |
| Komar Feliks                                                          | major                                | 17.12.1946                           |                                                                      |                                                                |
| Komissarow Aleksander                                                 | pułkownik                            | 1946                                 | 4 Front Ukraiński                                                    |                                                                |
| Kondracki Feliks                                                      | pułkownik                            |                                      | 29 pułk piechoty                                                     |                                                                |
| Konieczny Jan „Gorący”                                                | kapitan                              | 1946                                 |                                                                      | konspiracja                                                    |
| Konokow Sergiusz                                                      | porucznik                            |                                      | 7 Kołobrzeski pułk piechoty                                          |                                                                |
| Koprowicz Antoni                                                      | major                                |                                      |                                                                      | kampania wrześniowa                                            |
| Koreniuk Aleksander                                                   | major                                |                                      | 2 Łużycka Dywizja Artylerii                                          |                                                                |
| Kornel Jerzy                                                          | porucznik                            |                                      | 4 Drezdeńska Brygada Pancerna                                        |                                                                |
| Kosek Edmund Jerzy                                                    |                                      | 1946                                 |                                                                      |                                                                |
| Kosiakiewicz Stanisław                                                |                                      |                                      |                                                                      |                                                                |
| Kościesza-Wolski Ludomir                                              | kapitan                              |                                      | 9 Brygada Artylerii Przeciwpancernej                                 |                                                                |
| Kotus Klemens                                                         | porucznik                            |                                      | 29 pułk piechoty                                                     |                                                                |
| Kowal Dymitr                                                          | major                                | 1946                                 | 4 Front Ukraiński                                                    |                                                                |
| Kowalenko Dymitr                                                      | major                                | 1946                                 | 4 Front Ukraiński                                                    |                                                                |
| Kowalski Wierusz Jan                                                  | major                                |                                      |                                                                      | kampania wrześniowa                                            |
| Kowalski Józef                                                        | szeregowy                            |                                      | 7 Kołobrzeski pułk piechoty                                          |                                                                |
| Kozaczyński Cezary                                                    | porucznik                            |                                      | 7 Kołobrzeski pułk piechoty                                          |                                                                |
| Kozak Kazimierz                                                       | starszy sierżant                     | 1946                                 | Brygady Międzynarodowe                                               | wojna domowa w Hiszpanii                                       |
| Kozakiewicz Leopold                                                   | ogniomistrz                          |                                      | 2 Berliński pułk piechoty                                            |                                                                |
| Kozibrodzka Lonia                                                     |                                      | 1948                                 |                                                                      |                                                                |
| Koziniec Roman                                                        | podporucznik                         |                                      |                                                                      |                                                                |
| Koziński Stanisław                                                    |                                      |                                      |                                                                      | konspiracja                                                    |
| Kozłowski Edward                                                      | porucznik                            |                                      | 4 Łużycka Brygada Saperów                                            |                                                                |
| Krakus Ignacy                                                         | major                                | 1945                                 | Brygady Międzynarodowe                                               | wojna domowa w Hiszpanii                                       |
| Krasowicki Wiktor                                                     | porucznik                            |                                      | 8 Bydgoski pułk piechoty                                             |                                                                |
| Krasowski Stanisław                                                   | podporucznik                         |                                      | 40 pal                                                               |                                                                |
| Kratki Zenon                                                          | porucznik                            |                                      | 28 pułk piechoty                                                     |                                                                |
| Krawcow Dymitr                                                        | podpułkownik                         | 1946                                 | 4 Front Ukraiński                                                    |                                                                |
| Kremnin Mikołaj                                                       | pułkownik                            | 1946                                 | 4 Front Ukraiński                                                    |                                                                |
| Kręglewski Zygmunt                                                    |                                      | 1946                                 |                                                                      |                                                                |
| Kropiwnicki Zbigniew Jakub                                            | porucznik                            | 1946                                 |                                                                      |                                                                |
| Krycki Wielisław                                                      |                                      | 1946                                 |                                                                      |                                                                |
| Krzyżanowski Ryszard                                                  |                                      | 1946                                 |                                                                      |                                                                |
| Księski Zygmunt                                                       | kapitan                              | 1946                                 |                                                                      |                                                                |
| Kuc Józef                                                             | porucznik                            | 1945                                 | Brygady Międzynarodowe                                               | wojna domowa w Hiszpanii                                       |
| Kucharczyk Jan                                                        |                                      |                                      |                                                                      | konspiracja                                                    |
| Kucharczyk Stanisław                                                  | sierżant                             |                                      | Brygady Międzynarodowe                                               | wojna domowa w Hiszpanii                                       |
| Kucyper Beniamin Piotr                                                | kapitan                              | 1946                                 |                                                                      |                                                                |
| Kuczmik Marcin                                                        |                                      |                                      |                                                                      | powstania śląskie                                              |
| Kuczyński Jan                                                         | kapral                               |                                      |                                                                      | kampania wrześniowa                                            |
| Kula Robert                                                           |                                      |                                      |                                                                      | powstania śląskie                                              |
| Kulczycki Edward                                                      | podporucznik                         | 1946                                 |                                                                      |                                                                |
| Kulew Paweł                                                           | podpułkownik                         | 1946                                 | 4 Front Ukraiński                                                    |                                                                |
| Kulik Daniel                                                          | major                                |                                      | 1 Warszawska Brygada Pancerna                                        |                                                                |
| Kunicyn Borys                                                         | major                                | 1946                                 | 4 Front Ukraiński                                                    |                                                                |
| Kuperman Rubin                                                        | szeregowy                            |                                      | 5 Kołobrzeski pułk piechoty                                          |                                                                |
| Kurek Jerzy                                                           | starszy sierżant                     |                                      | 5 Kołobrzeski pułk piechoty                                          |                                                                |
| Kuriata Bronisław                                                     | porucznik                            |                                      | 8 Bydgoski pułk piechoty                                             |                                                                |
| Kuś Paweł                                                             | porucznik                            |                                      | 30 pułk piechoty                                                     |                                                                |
| Kuzmiczew Wasil                                                       | kapitan                              | 1946                                 |                                                                      |                                                                |
| Kuzniecow Iwan                                                        | pułkownik                            | 1946                                 | 4 Front Ukraiński                                                    |                                                                |
| Kuźma Józef                                                           | kapitan                              |                                      | 32 Budziszyński pułk piechoty                                        |                                                                |
| Kuźmienko Arsentij                                                    | porucznik                            |                                      | 26 pułk piechoty                                                     |                                                                |
| Kuźnicki Wiktor                                                       | podpułkownik                         | 1945                                 | Brygady Międzynarodowe                                               | wojna domowa w Hiszpanii                                       |
| Kwiatkowski Jan                                                       | chorąży                              |                                      | 18 Kołobrzeski pułk piechoty                                         |                                                                |
| Kwiatkowski Stanisław                                                 | porucznik rezerwy                    |                                      |                                                                      | kampania wrześniowa                                            |
| Kwiatkowski Wacław                                                    | kanonier                             |                                      | 40 pal                                                               |                                                                |
| Larminat (de) Edgard                                                  | generał korpusu                      |                                      | Armia Francuska                                                      |                                                                |
| Langmann Majer                                                        | sierżant                             | 1946                                 | Brygady Międzynarodowe                                               | wojna domowa w Hiszpanii                                       |
| Laptos Longin                                                         | sierżant                             | 1946                                 | Brygady Międzynarodowe                                               | wojna domowa w Hiszpanii                                       |
| Larysz Rudolf                                                         |                                      |                                      | Brygady Międzynarodowe                                               | wojna domowa w Hiszpanii                                       |
| Latak Stanisław                                                       | podporucznik                         |                                      | 7 Kołobrzeski pułk piechoty                                          |                                                                |
| Leja Tadeusz                                                          |                                      |                                      |                                                                      |                                                                |
| Lejczak Wincenty                                                      | szeregowy                            |                                      | 1 Warszawska Brygada Saperów                                         |                                                                |
| Lekarew Konstanty                                                     | major                                | 1946                                 | 4 Front Ukraiński                                                    |                                                                |
| Leonow Paweł                                                          | porucznik                            |                                      | 1 Warszawska Brygada Pancerna                                        |                                                                |
| Leś Roman                                                             | kapitan                              | 1946                                 |                                                                      |                                                                |
| Leśniak Kazimierz                                                     |                                      |                                      |                                                                      | konspiracja                                                    |
| Leśny Henryk                                                          | kapral podchorąży                    |                                      | 25 pułk piechoty                                                     |                                                                |
| Lewin Matys                                                           |                                      | 1948                                 |                                                                      |                                                                |
| Lewin Szejna                                                          |                                      | 1948                                 |                                                                      |                                                                |
| Lewszycki Jan                                                         | podporucznik                         |                                      |                                                                      |                                                                |
| Liczner Władysław                                                     | bombardier                           |                                      | 3 Berliński pułk piechoty                                            |                                                                |
| Limański Jan                                                          | major                                |                                      | 1574 pułk artylerii przeciwlotniczej ACz                             | walki o Warszawę                                               |
| Lipiński Józef                                                        | podporucznik                         | 1946                                 |                                                                      |                                                                |
| Lipowicz Ludwik                                                       | sierżant                             |                                      | 1 Praski pułk piechoty                                               |                                                                |
| Lis Józef                                                             | sierżant                             | 1946                                 | Brygady Międzynarodowe                                               | wojna domowa w Hiszpanii                                       |
| Lis Stefan                                                            |                                      |                                      |                                                                      | konspiracja                                                    |
| Lisica Michał                                                         | plutonowy                            |                                      | 2 Berliński pułk piechoty                                            |                                                                |
| Litwa Andrzej                                                         | podporucznik                         |                                      | 7 Kołobrzeski pułk piechoty                                          |                                                                |
| Litwin Łukasz                                                         | pułkownik                            |                                      | Korpus Bezpieczeństwa Wewnętrznego                                   |                                                                |
| Liwak Edward                                                          | szeregowy                            |                                      | 33 Nyski pułk piechoty                                               |                                                                |
| Lola Włodzimierz                                                      | kapitan                              |                                      | 4 pułk piechoty                                                      |                                                                |
| Lubański Bronisław                                                    | pułkownik                            | KS                                   | 1 Warszawska Brygada Saperów                                         |                                                                |
| Lubczyk Alojzy                                                        | kapral                               | 1946                                 | Brygady Międzynarodowe                                               | wojna domowa w Hiszpanii                                       |
| Łatek Tytus                                                           | chorąży                              |                                      | 2 Berliński pułk piechoty                                            |                                                                |
| Łazarski Bolesław „Chmura”                                            | major                                | 1946                                 | 1 Brygada AL „Ziemi Lubelskiej”                                      |                                                                |
| Łopacki Leon                                                          | podporucznik                         |                                      | 4 pułk piechoty                                                      |                                                                |
| Łopuski Edmund                                                        | podporucznik                         |                                      | 14 Kołobrzeski pułk piechoty                                         |                                                                |
| Łopuszański Teodor                                                    |                                      |                                      | Ruch Oporu we Francji                                                |                                                                |
| Łukasiewicz Tadeusz                                                   | kapitan                              | 1946                                 | 1 batalion szturmowy KB „Nałęcz”                                     | powstanie warszawskie                                          |
| Łukin Iwan                                                            | major                                | 1946                                 | 4 Front Ukraiński                                                    |                                                                |
| Łuszczyk Adam                                                         | podporucznik                         | 1946                                 |                                                                      |                                                                |
| Łyżwa Jerzy                                                           | chorąży                              |                                      | 27 pułk piechoty                                                     |                                                                |
| Machniew Mikołaj                                                      | major                                | 1946                                 | 4 Front Ukraiński                                                    |                                                                |
| Maciążek Jan                                                          | chorąży                              |                                      | 1 Praski pułk piechoty                                               |                                                                |
| Maczkowski Maksymilian                                                | plutonowy                            |                                      | 33 Nyski pułk piechoty                                               |                                                                |
| Madejsker Sonia                                                       |                                      | 1948                                 | ŻOB?                                                                 |                                                                |
| Majer Zysman                                                          | kapitan                              |                                      | 1 Praski pułk piechoty                                               |                                                                |
| Majewski Bolesław                                                     | major                                |                                      |                                                                      | kampania wrześniowa                                            |
| Makarow Piotr                                                         | kapitan                              | 1946                                 | 4 Front Ukraiński                                                    |                                                                |
| Maksimczuk Bazyli                                                     | pułkownik                            |                                      | 1 Praski pułk piechoty                                               |                                                                |
| Malinowski Jerzy                                                      |                                      | 1947                                 |                                                                      | konspiracja                                                    |
| Malmed Icchok                                                         |                                      |                                      |                                                                      | konspiracja                                                    |
| Małek Leon                                                            | porucznik                            |                                      | 2 Berliński pułk piechoty                                            |                                                                |
| Mandel Jerzy                                                          | porucznik                            |                                      | 1 Praski pułk piechoty                                               |                                                                |
| Maniewski Stefan                                                      | podporucznik                         |                                      | 1 Praski pułk piechoty                                               |                                                                |
| Mankowski Czesław                                                     | strzelec                             |                                      |                                                                      | walki z UPA                                                    |
| Marczewski Jan „Cap”                                                  |                                      | 1946                                 |                                                                      |                                                                |
| Marecik Mieczysław                                                    | bombardier                           |                                      | 14 Brygada Artylerii Przeciwpancernej                                |                                                                |
| Marek Leon                                                            | chorąży                              |                                      | 2 Berliński pułk piechoty                                            |                                                                |
| Marenholc Marian                                                      |                                      |                                      |                                                                      | wniosek PPS                                                    |
| Marowski Ludwik                                                       | porucznik                            |                                      |                                                                      |                                                                |
| Marski Izrael                                                         | pułkownik                            | 1946                                 | 4 Front Ukraiński                                                    |                                                                |
| Masiowski Kazimierz                                                   | chorąży                              |                                      | 7 Kołobrzeski pułk piechoty                                          |                                                                |
| Maślankiewicz Bolesław                                                | major                                |                                      | Brygady Międzynarodowe                                               | wojna domowa w Hiszpanii                                       |
| Maślanko Józef „Mścisław”                                             |                                      | 1946                                 | konspiracja                                                          |                                                                |
| Matulin Aleksander                                                    | pułkownik                            |                                      | 1 Warszawska Brygada Pancerna                                        |                                                                |
| Matuszewicz Stanisław                                                 |                                      | 1946                                 |                                                                      |                                                                |
| Matuszewski Józef                                                     | kapral                               | 1946                                 |                                                                      | okupacja niemiecka                                             |
| Matuszkiewicz Jan                                                     | kapral                               |                                      | 25 pułk piechoty                                                     |                                                                |
| Mazur Stanisław                                                       | podporucznik                         |                                      | 18 Kołobrzeski pułk piechoty                                         |                                                                |
| Mazur Stefan                                                          | plutonowy                            |                                      | 2 Berliński pułk piechoty                                            |                                                                |
| Mazurek Wacław                                                        | porucznik                            | 1946                                 | Brygady Międzynarodowe                                               | wojna domowa w Hiszpanii                                       |
| Mazurkiewicz Franciszek                                               | podporucznik                         |                                      | 2 Berliński pułk piechoty                                            |                                                                |
| Mazurkiewicz Konstanty                                                | plutonowy                            | 1946                                 |                                                                      |                                                                |
| Mącik Józef                                                           | podporucznik                         |                                      | 15 pułk piechoty                                                     |                                                                |
| Melhior Maria                                                         | chorąży                              | 1946                                 | Brygady Międzynarodowe                                               | wojna domowa w Hiszpanii                                       |
| Meluch Mikołaj                                                        | kapitan                              | 1945                                 |                                                                      |                                                                |
| Menzel „Wiktor”                                                       |                                      |                                      | Brygady Międzynarodowe                                               | wojna domowa w Hiszpanii                                       |
| Miazga Julian                                                         | porucznik                            |                                      | 1 Warszawska Brygada Pancerna                                        |                                                                |
| Michajlin Iwan                                                        | podpułkownik                         | 1946                                 | 4 Front Ukraiński                                                    |                                                                |
| Michajłowicz Antoni                                                   | plutonowy                            |                                      | 2 Berliński pułk piechoty                                            |                                                                |
| Michalewski Serafin                                                   | podporucznik                         |                                      | 2 Berliński pułk piechoty                                            |                                                                |
| Michalski Mieczysław                                                  | porucznik                            |                                      | 32 Budziszyński pułk piechoty                                        |                                                                |
| Michta Norbert                                                        |                                      |                                      |                                                                      | konspiracja w woj. krakowskim                                  |
| Mieszczak Kazimierz                                                   | chorąży                              |                                      |                                                                      |                                                                |
| Mieszczeriakow Paweł                                                  | podpułkownik                         | 1946                                 | 4 Front Ukraiński                                                    |                                                                |
| Miklasz Karol                                                         | kapral                               | 1946                                 |                                                                      |                                                                |
| Miller Paweł                                                          |                                      |                                      |                                                                      |                                                                |
| Mikos Józef                                                           | starszy ogniomistrz                  |                                      |                                                                      |                                                                |
| Misiurek Władysław                                                    | starszy sierżant                     |                                      |                                                                      |                                                                |
| Miś Jan                                                               |                                      |                                      | Ruch Oporu we Francji                                                |                                                                |
| Miśko Stefan                                                          | major                                | 1946                                 | 4 Front Ukraiński                                                    |                                                                |
| Mitin Paweł                                                           | major                                |                                      | 1574 pułk artylerii przeciwlotniczej ACz                             | walki o Warszawę                                               |
| Modzelewski Aleksander                                                | generał brygady                      | 1945                                 | 1 Armia Wojska Polskiego                                             |                                                                |
| Moskalew Edmund                                                       | chorąży                              |                                      | 32 Budziszyński pułk piechoty                                        |                                                                |
| Mossor Stefan                                                         | generał brygady                      |                                      |                                                                      |                                                                |
| Mróz Franciszek                                                       | szeregowy                            |                                      | 2 Berliński pułk piechoty                                            |                                                                |
| Mundzel Piotr                                                         | sierżant                             |                                      | 4 Łużycka Brygada Saperów                                            |                                                                |
| Murkies Antoni                                                        | major                                |                                      | 4 pułk piechoty                                                      |                                                                |
| Muszyński Jan                                                         | kapitan                              |                                      | 2 Berliński pułk piechoty                                            |                                                                |
| Muzyczenko Aleksy                                                     | podpułkownik                         | 1946                                 | 4 Front Ukraiński                                                    |                                                                |
| Nagórski Kazimierz                                                    | chorąży                              |                                      | 6 pułk piechoty                                                      |                                                                |
| Nalewajko Czesław                                                     | podporucznik                         |                                      | 18 Kołobrzeski pułk piechoty                                         |                                                                |
| Nałogowski Tadeusz                                                    | podporucznik                         |                                      | 26 pułk piechoty                                                     |                                                                |
| Nanietow Piotr                                                        | major                                | 1946                                 | 4 Front Ukraiński                                                    |                                                                |
| „Narcyz”                                                              |                                      |                                      |                                                                      |                                                                |
| Narkielon Alfons                                                      | szeregowy                            |                                      | 6 pułk piechoty                                                      |                                                                |
| Narkielon Franciszek                                                  | szeregowy                            |                                      | 6 pułk piechoty                                                      |                                                                |
| Naszczyniec Stanisław                                                 | kapral                               |                                      | 2 Berliński pułk piechoty                                            |                                                                |
| Niestorowicz Benedykt                                                 | generał brygady                      | 1945                                 | 2 Łużycka Dywizja Artylerii                                          |                                                                |
| Nikołajew                                                             | pułkownik                            | 1946                                 |                                                                      |                                                                |
| Noga Michał                                                           | kapral                               | 1946                                 |                                                                      |                                                                |
| Nowak Marcel                                                          | szeregowy                            | 1946                                 | Brygady Międzynarodowe                                               | wojna domowa w Hiszpanii                                       |
| Nowicki Andrzej                                                       | porucznik                            |                                      | 37 pal                                                               |                                                                |
| Nowiczkow Piotr                                                       | pułkownik                            | 1946                                 | 4 Front Ukraiński                                                    |                                                                |
| Nowitny Michał                                                        | kapitan                              |                                      | 3 Berliński pułk piechoty                                            |                                                                |
| Nowodworski Dawid                                                     |                                      | 1948                                 | Żydowska Organizacja Bojowa                                          | powstanie w getcie warszawskim                                 |
| Nowogrodzka Judyta                                                    |                                      |                                      |                                                                      | konspiracja                                                    |
| Oboda Madeleine                                                       | podporucznik                         | 1946                                 | Francuski Ruch Oporu                                                 |                                                                |
| Obroniecki Tadeusz                                                    | generał brygady                      | KS                                   | 17 pułk artylerii przeciwlotniczej                                   |                                                                |
| Ociepka Jan                                                           |                                      |                                      |                                                                      | powstania śląskie                                              |
| Odelski Fiodor                                                        | pułkownik                            | 1946                                 | 4 Front Ukraiński                                                    |                                                                |
| Offner Robert                                                         |                                      |                                      |                                                                      | konspiracja                                                    |
| Olejnik Fiodor                                                        | generał brygady                      | 1946                                 | 4 Front Ukraiński                                                    |                                                                |
| Oparowski Jan                                                         | kapitan                              |                                      | 1 Warszawska Brygada Pancerna                                        |                                                                |
| Orliński-Kogut Jan                                                    | sierżant                             |                                      | 1 Warszawska Brygada Pancerna                                        |                                                                |
| Osipow Mikołaj                                                        | kapitan                              |                                      | 2 Łużycka Dywizja Artylerii                                          |                                                                |
| Osmakiewicz Mikołaj                                                   | starszy saper                        |                                      |                                                                      |                                                                |
| Otoksyn Władysław                                                     | chorąży                              |                                      | 2 Berliński pułk piechoty                                            |                                                                |
| Pac Jerzy                                                             | chorąży                              |                                      | 33 Nyski pułk piechoty                                               |                                                                |
| Pajda Andrzej                                                         | kapitan                              | 1946                                 |                                                                      |                                                                |
| Pakin Leon                                                            |                                      | 1946                                 | Brygady Międzynarodowe                                               | wojna domowa w Hiszpanii                                       |
| Pala Maksymilian                                                      | podporucznik                         |                                      |                                                                      |                                                                |
| Panietło Józef                                                        |                                      |                                      |                                                                      | konspiracja                                                    |
| Panow Borys                                                           | podpułkownik                         | 1946                                 | 4 Front Ukraiński                                                    |                                                                |
| Panszyn Stefan                                                        | pułkownik                            | 1946                                 | 4 Front Ukraiński                                                    |                                                                |
| Paprocki Mikołaj                                                      | porucznik                            |                                      | 2 Berliński pułk piechoty                                            |                                                                |
| Parczyński Bohdan                                                     | major                                | 1946                                 |                                                                      | konspiracja                                                    |
| Pashley Walter                                                        | pułkownik                            | 1945                                 | Armia Stanów Zjednoczonych                                           |                                                                |
| Pasierbski Mieczysław                                                 | sierżant                             |                                      | 6 pułk piechoty                                                      |                                                                |
| Paszkowski Roman                                                      | major                                | 1946                                 | 22 pułk piechoty                                                     | kampania wrześniowa                                            |
| Paszt Adam                                                            | kapitan                              |                                      | 5 Kołobrzeski pułk piechoty                                          |                                                                |
| Pawłow Wasyl                                                          | podpułkownik                         | 1946                                 | 4 Front Ukraiński                                                    |                                                                |
| Pawłow Wiktor                                                         | major                                |                                      | 40 pal                                                               |                                                                |
| Pawłowski Jan                                                         | podpułkownik dyplomowany             |                                      |                                                                      | kampania wrześniowa                                            |
| Paziński Roman                                                        | podporucznik                         |                                      | 1 Praski pułk piechoty                                               | bitwa pod Lenino                                               |
| Pedron                                                                | pułkownik                            |                                      | Armia Francuska                                                      |                                                                |
| Pelc Franciszek                                                       | podporucznik                         |                                      | 26 pułk piechoty                                                     |                                                                |
| Pełechaty Jan                                                         | porucznik                            |                                      | 10 pułk piechoty                                                     |                                                                |
| Persona Antoni                                                        | szeregowy                            |                                      | 1 Warszawska Brygada Saperów                                         |                                                                |
| Peszel Gustaw                                                         | chorąży                              |                                      | 2 Berliński pułk piechoty                                            |                                                                |
| Piątkowski Henryk                                                     |                                      | 1948                                 |                                                                      | walki partyzanckie podczas okupacji                            |
| Pieczarka Feliks                                                      | chorąży                              |                                      | 1 Praski pułk piechoty                                               |                                                                |
| Piegow Stefan                                                         | pułkownik                            | 1946                                 | 4 Front Ukraiński                                                    |                                                                |
| Pieńkowski Piotr                                                      | podporucznik                         |                                      | 7 Kołobrzeski pułk piechoty                                          |                                                                |
| Pietrasz Michał                                                       | szeregowy                            |                                      | 11 pułk piechoty                                                     |                                                                |
| Pietraszczuk Władysław                                                | plutonowy                            |                                      | 1 Praski pułk piechoty                                               |                                                                |
| Pietrenko Iwan                                                        | kapitan                              | 1946                                 | 4 Front Ukraiński                                                    |                                                                |
| Pietrulewicz Antoni                                                   | sierżant                             | 1946                                 | Brygady Międzynarodowe                                               | wojna domowa w Hiszpanii                                       |
| Pigaryn Iwan                                                          | podpułkownik                         | 1946                                 | 4 Front Ukraiński                                                    |                                                                |
| Pilch Józef                                                           | szeregowy                            | 1946                                 | Brygady Międzynarodowe                                               | wojna domowa w Hiszpanii                                       |
| Piliński Włodzimierz                                                  | podpułkownik                         |                                      | 1 Warszawska Brygada Saperów                                         |                                                                |
| Pinczukow Aleksy                                                      | podpułkownik                         | 1946                                 | 4 Front Ukraiński                                                    |                                                                |
| Pinkiewicz Julian                                                     | major                                |                                      | 2 Berliński pułk piechoty                                            |                                                                |
| Piotrowski Czesław                                                    | porucznik                            | 1946                                 | Brygady Międzynarodowe                                               | wojna domowa w Hiszpanii                                       |
| Piotrowski Józef                                                      | kapral                               | 1946                                 | Brygady Międzynarodowe                                               | wojna domowa w Hiszpanii                                       |
| Piszkiewicz Włodzimierz                                               | kapitan                              |                                      | 6 pułk piechoty                                                      |                                                                |
| Pituchow Wasyl                                                        | podpułkownik                         | 1946                                 | 4 Front Ukraiński                                                    |                                                                |
| Płoniewicz Józef                                                      | chorąży                              |                                      | 4 Łużycka Brygada Saperów                                            |                                                                |
| Podgórski Tomasz                                                      | porucznik                            |                                      | 8 Bydgoski pułk piechoty                                             |                                                                |
| Podgórzec Eugeniusz                                                   |                                      |                                      |                                                                      |                                                                |
| Pokora Leon „Wilk-Wartki”                                             |                                      | 1946                                 | konspiracja                                                          |                                                                |
| Pokrzywa Jan                                                          | kapitan                              |                                      | 8 Bydgoski pułk piechoty                                             |                                                                |
| Poliszczuk Polifiery                                                  | podpułkownik                         |                                      | 1 Warszawska Brygada Pancerna                                        |                                                                |
| Połownikow Wolf                                                       | sierżant                             |                                      | 7 Kołobrzeski pułk piechoty                                          |                                                                |
| Popiel Wacław                                                         | pułkownik                            |                                      |                                                                      | kampania wrześniowa                                            |
| Popko Witold                                                          | pułkownik                            |                                      | 28 pułk piechoty                                                     |                                                                |
| Popow Iwan                                                            | major                                | 1946                                 | 4 Front Ukraiński                                                    |                                                                |
| Popowicz Jan                                                          | podpułkownik                         |                                      | 1 pułk moździerzy                                                    |                                                                |
| Posecki Piotr                                                         | kapral                               |                                      | 16 Kołobrzeski pułk piechoty                                         |                                                                |
| Potapow Mitrofan                                                      | pułkownik                            | 1946                                 | 4 Front Ukraiński                                                    |                                                                |
| Potapowicz Wincenty                                                   | kapral                               |                                      | 9 Brygada Artylerii Przeciwpancernej                                 |                                                                |
| Potarzycki Stanisław                                                  | kapitan                              | 1946                                 | 69 pułk piechoty                                                     | kampania wrześniowa                                            |
| Pożydajew Mikołaj                                                     | chorąży                              |                                      | 1 Warszawska Brygada Pancerna                                        |                                                                |
| Pronin Iwan                                                           | podpułkownik                         | 1946                                 | 4 Front Ukraiński                                                    |                                                                |
| Pronobis Maria                                                        |                                      |                                      |                                                                      | konspiracja                                                    |
| Pruchnicki Zygmunt                                                    | sierżant                             | 1946                                 | Brygady Międzynarodowe                                               | wojna domowa w Hiszpanii                                       |
| Pruszkowski Ignacy                                                    | podporucznik                         |                                      | 1 Warszawska Brygada Pancerna                                        |                                                                |
| Przewłocki Antoni                                                     | kapitan                              |                                      | 16 Kołobrzeski pułk piechoty                                         |                                                                |
| Przeździecki Aleksander                                               | porucznik                            | 1946                                 | Brygady Międzynarodowe                                               | wojna domowa w Hiszpanii                                       |
| Przybylski Edward                                                     |                                      | 1946                                 |                                                                      |                                                                |
| Pyrlik Konrad                                                         | podporucznik                         |                                      | 18 Kołobrzeski pułk piechoty                                         |                                                                |
| Raczkowski Jan                                                        | porucznik                            | 1946                                 |                                                                      |                                                                |
| Radecki Tadeusz                                                       | plutonowy podchorąży                 |                                      | 25 pułk piechoty                                                     |                                                                |
| Rajewicz Stanisław                                                    | podporucznik                         | 1946                                 |                                                                      |                                                                |
| Rajsk Eugeniusz                                                       | porucznik                            |                                      | 2 Berliński pułk piechoty                                            |                                                                |
| Ranin Aleksander                                                      | pułkownik                            | 1946                                 | 4 Front Ukraiński                                                    |                                                                |
| Rączyński Franciszek                                                  |                                      |                                      |                                                                      |                                                                |
| Religa Edward                                                         | chorąży                              |                                      | 16 Kołobrzeski pułk piechoty                                         |                                                                |
| Rengis                                                                | kapitan                              |                                      |                                                                      | kampania wrześniowa                                            |
| Rembeza Jan                                                           | major                                |                                      | 2 Berliński pułk piechoty                                            |                                                                |
| Reszke Zbigniew                                                       | porucznik                            |                                      | 5 Kołobrzeski pułk piechoty                                          |                                                                |
| Reznikow Stanisław                                                    | kapitan                              | 1946                                 |                                                                      |                                                                |
| Robak Michał                                                          | plutonowy                            |                                      | 11 pułk piechoty                                                     |                                                                |
| Rogalski Tadeusz                                                      | kapitan                              | 1947                                 |                                                                      | konspiracja                                                    |
| Roj Szymon                                                            | porucznik                            |                                      | 1 Praski pułk piechoty                                               |                                                                |
| „Roland”                                                              |                                      |                                      |                                                                      |                                                                |
| Rolski Zdzisław                                                       |                                      |                                      |                                                                      |                                                                |
| Romanowski Mikołaj                                                    | kapitan                              |                                      | 2 Berliński pułk piechoty                                            |                                                                |
| Romański Leon                                                         | kapral                               |                                      | 16 Kołobrzeski pułk piechoty                                         |                                                                |
| Rosłakow Michał                                                       | kapitan                              |                                      | 9 Brygada Artylerii Przeciwpancernej                                 |                                                                |
| Roszczewski Czesław                                                   | szeregowy                            |                                      |                                                                      |                                                                |
| Rozciecha Stanisław                                                   | pułkownik                            |                                      | 15 pułk piechoty                                                     |                                                                |
| Rozental Cwi                                                          |                                      | 1948                                 | ŻOB?                                                                 |                                                                |
| Rozonowicz Hirsz                                                      |                                      | 1948                                 | ŻOB?                                                                 |                                                                |
| Rózga Wacław                                                          | major                                | 1946                                 | 1 Brygada AL im. Ziemi Lubelskiej                                    |                                                                |
| Różycka Maryla                                                        |                                      | 1948                                 |                                                                      |                                                                |
| Różycki Marek                                                         |                                      |                                      |                                                                      | wniosek PPS                                                    |
| Rubinsztein Hersz                                                     |                                      |                                      |                                                                      | powstanie w getcie warszawskim                                 |
| Rudoj Piotr                                                           | podpułkownik                         | 1946                                 | 4 Front Ukraiński                                                    |                                                                |
| Rudy Hipolit                                                          | kapitan                              |                                      | 7 Kołobrzeski pułk piechoty                                          |                                                                |
| Rus Grzegorz                                                          | podporucznik                         |                                      | 2 Berliński pułk piechoty                                            |                                                                |
| Rusinek Kazimierz                                                     |                                      |                                      | PPS                                                                  |                                                                |
| Russijan Stanisław                                                    | podpułkownik                         |                                      | 7 Kołobrzeski pułk piechoty                                          |                                                                |
| Rutkowski Stanisław                                                   | podporucznik                         |                                      | 36 Łużycki pułk piechoty                                             |                                                                |
| Rybakowski Julian                                                     | podporucznik                         |                                      | 3 Berliński pułk piechoty                                            |                                                                |
| Rychlik Stanisław                                                     |                                      |                                      |                                                                      | konspiracja                                                    |
| Ryżko Aleksander                                                      | podpułkownik                         | 1946                                 | 4 Front Ukraiński                                                    |                                                                |
| Sadowski Anatol                                                       | podporucznik                         | 1946                                 |                                                                      |                                                                |
| Salnikow Piotr                                                        | porucznik                            | 1946                                 | 4 Front Ukraiński                                                    |                                                                |
| Samborski Piotr                                                       | major                                |                                      | 2 Berliński pułk piechoty                                            |                                                                |
| Sentowski Franciszek                                                  | kapitan                              | 1946                                 |                                                                      |                                                                |
| Serbul Józef                                                          | podporucznik                         |                                      | 36 Łużycki pułk piechoty                                             |                                                                |
| Serkowski Wacław                                                      | chorąży                              |                                      | 1 Praski pułk piechoty                                               |                                                                |
| Sęk Wacław                                                            | szeregowy                            | 1946                                 | Brygady Międzynarodowe                                               | wojna domowa w Hiszpanii                                       |
| Sidorow Grzegorz                                                      | porucznik                            |                                      |                                                                      |                                                                |
| Siedlecki Feliks                                                      | podporucznik                         |                                      | 2 Berliński pułk piechoty                                            |                                                                |
| Siekieta Tadeusz                                                      | plutonowy                            |                                      | 7 Kołobrzeski pułk piechoty                                          |                                                                |
| Sienicki Wiktor                                                       | pułkownik                            |                                      | 2 Berliński pułk piechoty                                            |                                                                |
| Sienkiewicz Jerzy                                                     |                                      | 1946                                 |                                                                      |                                                                |
| Siezin Mikołaj                                                        | podpułkownik                         | 1946                                 | 4 Front Ukraiński                                                    |                                                                |
| Sikorski Henryk                                                       | major                                | 1946                                 |                                                                      | konspiracja w łódzkiem                                         |
| Sikorski Józef                                                        |                                      | 1946                                 |                                                                      |                                                                |
| Siwicki Antoni                                                        | generał brygady                      | 1945                                 | 2 Dywizja Piechoty                                                   |                                                                |
| Sklarow Aleksander                                                    | generał brygady                      | 1946                                 | 4 Front Ukraiński                                                    |                                                                |
| Skopin Stefan                                                         | major                                |                                      | 1574 pułk artylerii przeciwlotniczej ACz                             | walki o Warszawę                                               |
| Skowron Jan                                                           | porucznik                            |                                      |                                                                      |                                                                |
| Skrobiński Lucjan                                                     |                                      |                                      |                                                                      |                                                                |
| Skulski Władysław                                                     | porucznik                            |                                      | 2 Łużycka Dywizja Artylerii                                          |                                                                |
| Skupień Antoni                                                        | starszy zwiadowca                    |                                      | 1 Warszawska Brygada Pancerna                                        |                                                                |
| Skupień Konstanty                                                     | kapitan                              | 1946                                 | Brygady Międzynarodowe                                               | wojna domowa w Hiszpanii                                       |
| Skowron Stanisław                                                     | plutonowy                            |                                      | 6 pułk piechoty                                                      |                                                                |
| Skurupa Józef                                                         | ogniomistrz podchorąży               |                                      | 2 Berliński pułk piechoty                                            |                                                                |
| Słomnicki Henryk                                                      | podporucznik                         |                                      | 4 Drezdeńska Brygada Pancerna                                        |                                                                |
| Słowik Kazimierz                                                      |                                      | 1947                                 |                                                                      | konspiracja                                                    |
| Słucki Ryszard                                                        |                                      |                                      |                                                                      |                                                                |
| Smolik Włodzimierz                                                    | porucznik                            |                                      | 8 Bydgoski pułk piechoty                                             |                                                                |
| Sobański Tomasz                                                       |                                      |                                      |                                                                      |                                                                |
| Sobolewski Wiktor                                                     | chorąży                              |                                      | 7 Kołobrzeski pułk piechoty                                          |                                                                |
| Sofka Alfred                                                          | podporucznik                         |                                      | 3 Berliński pułk piechoty                                            |                                                                |
| Sokolski Aleksander                                                   | plutonowy                            |                                      | 1 Warszawska Brygada Saperów                                         |                                                                |
| Sokołowski Piotr                                                      | porucznik                            |                                      | 28 pułk piechoty                                                     |                                                                |
| Sokołowski Witold                                                     | podporucznik                         | 1946                                 |                                                                      |                                                                |
| Solibieda Stefan                                                      | porucznik                            | 1946                                 | Brygady Międzynarodowe                                               | wojna domowa w Hiszpanii                                       |
| Sołdatow Teodor                                                       | kapitan                              |                                      | 40 pal                                                               |                                                                |
| Somala Stefan                                                         | podporucznik                         |                                      | 2 Łużycka Dywizja Artylerii                                          |                                                                |
| Sośnicki Stanisław                                                    | podpułkownik                         |                                      |                                                                      | kampania wrześniowa                                            |
| Sójka Józef                                                           | starszy sierżant                     |                                      | 35 pułk piechoty                                                     |                                                                |
| Stachurski Tadeusz                                                    | ogniomistrz podchorąży               |                                      | 33 Nyski pułk piechoty                                               |                                                                |
| Stagnaro                                                              | pułkownik                            |                                      | Armia Francuska                                                      |                                                                |
| Starczewski Bazyli                                                    | bombardier                           |                                      | 2 Łużycka Dywizja Artylerii                                          |                                                                |
| Starostka Alfred                                                      | porucznik                            | 1946                                 |                                                                      |                                                                |
| Starzyński Alojzy                                                     |                                      |                                      |                                                                      | powstania śląskie                                              |
| Steiner Henryk                                                        | szeregowy                            |                                      | 25 pułk piechoty                                                     |                                                                |
| Stelak Jerzy „Kruk”                                                   | major                                | 1946                                 |                                                                      | konspiracja w łódzkiem                                         |
| Stelmasiak Felicja                                                    |                                      |                                      | Ruch Oporu we Francji                                                |                                                                |
| Stesłowicz Marian                                                     | kapitan                              |                                      | 29 pułk piechoty                                                     |                                                                |
| Stesłowicz Władysław                                                  | major                                |                                      | 37 pal                                                               |                                                                |
| Stiepszyn Piotr                                                       | pułkownik                            | 1946                                 | 4 Front Ukraiński                                                    |                                                                |
| Stocki Zygmunt                                                        | kapitan                              |                                      | 1 Praski pułk piechoty                                               |                                                                |
| Strzelczyk Tadeusz                                                    | major                                | 1946                                 |                                                                      |                                                                |
| Strzeszewski Aleksander                                               | starszy sierżant                     |                                      | 6 pułk piechoty                                                      |                                                                |
| Stupin Paweł                                                          | pułkownik                            |                                      | 4 Drezdeńska Brygada Pancerna                                        |                                                                |
| Suchanek Eryk                                                         | porucznik                            |                                      | 7 Kołobrzeski pułk piechoty                                          |                                                                |
| Sukiennik Icchak                                                      |                                      | 1948                                 | ŻOB                                                                  |                                                                |
| Suliński Florian                                                      | porucznik                            | 1946                                 | Brygady Międzynarodowe                                               | wojna domowa w Hiszpanii                                       |
| Suma                                                                  | porucznik                            | 1946                                 | Brygady Międzynarodowe                                               | wojna domowa w Hiszpanii                                       |
| Suski Ryszard                                                         |                                      |                                      |                                                                      |                                                                |
| Swedrowski Henryk                                                     |                                      |                                      | Ruch Oporu we Francji                                                |                                                                |
| Sykulski Kazimierz                                                    | ksiądz                               |                                      |                                                                      |                                                                |
| Szabałow Jakub                                                        | pułkownik                            | 1946                                 | 4 Front Ukraiński                                                    |                                                                |
| Szabelski Antoni                                                      | pułkownik                            |                                      | 5 Kołobrzeski pułk piechoty                                          |                                                                |
| Szajak Gdaljahu                                                       |                                      | 1948                                 | ŻOB?                                                                 |                                                                |
| Szakiel Piotr                                                         | ogniomistrz                          |                                      | 33 Nyski pułk piechoty                                               |                                                                |
| Szamotko Konstanty                                                    | chorąży                              |                                      | 14 Kołobrzeski pułk piechoty                                         |                                                                |
| Szaniak Aleksander                                                    | podporucznik                         |                                      | 2 Łużycka Dywizja Artylerii                                          |                                                                |
| Szaruga Bolesław                                                      | bombardier                           |                                      | 33 Nyski pułk piechoty                                               |                                                                |
| Szawara Adolf                                                         | podporucznik                         |                                      | 6 pułk piechoty                                                      |                                                                |
| Szczepański Feliks                                                    | kapitan                              |                                      | 11 pułk piechoty                                                     |                                                                |
| Szczęśniak Karol                                                      | podporucznik                         |                                      | 6 pułk piechoty                                                      |                                                                |
| Szejman Szymon                                                        | starszy szeregowy                    | 1946                                 |                                                                      |                                                                |
| Szejnbach Jerzy                                                       |                                      | 1946                                 | Brygady Międzynarodowe                                               | wojna domowa w Hiszpanii                                       |
| Szewczenko Iwan                                                       | major                                | 1946                                 | 4 Front Ukraiński                                                    |                                                                |
| Szewczenko Mefodyj                                                    | pułkownik                            | 1946                                 | 4 Front Ukraiński                                                    |                                                                |
| Szkutnik Leon                                                         |                                      | 1948                                 |                                                                      | walki partyzanckie podczas okupacji                            |
| Szmidt                                                                | kapitan                              |                                      |                                                                      | kampania wrześniowa                                            |
| Sznajder Teodor                                                       | starszy bosman                       |                                      |                                                                      | kampania wrześniowa                                            |
| Szopa                                                                 | porucznik                            |                                      |                                                                      | kampania wrześniowa                                            |
| Szot Stanisław                                                        | podpułkownik                         | 1946                                 | Obwód II AL                                                          |                                                                |
| Szpunar Ignacy Stanisław                                              | podpułkownik                         | 1947                                 | Lądowa Obrona Wybrzeża                                               | kampania wrześniowa                                            |
| Szurek Aleksander                                                     | kapral                               | 1946                                 | Brygady Międzynarodowe                                               | wojna domowa w Hiszpanii                                       |
| Szwarcfus Jan                                                         |                                      | 1948                                 | Żydowska Organizacja Bojowa                                          | powstanie w getcie warszawskim                                 |
| Szybajłow Iwan                                                        | kapitan                              | 1946                                 | 4 Front Ukraiński                                                    |                                                                |
| Szyłowiec Ananiusz                                                    | podporucznik                         |                                      | 10 pułk piechoty                                                     |                                                                |
| Szymański Marcin                                                      | sierżant                             | 1945                                 | Brygady Międzynarodowe                                               | wojna domowa w Hiszpanii                                       |
| Szymański Mikołaj                                                     | porucznik                            |                                      | 2 Łużycka Dywizja Artylerii                                          |                                                                |
| Szymański Stanisław                                                   | podporucznik                         | 1946                                 |                                                                      |                                                                |
| Szymendera Franciszek                                                 | major                                | 1946                                 | 32 Budziszyński pułk piechoty                                        |                                                                |
| Szymierski Edward                                                     | podporucznik                         |                                      | 1 Warszawska Brygada Pancerna                                        |                                                                |
| Świątek Józef                                                         | podporucznik                         |                                      | 1 Praski pułk piechoty                                               |                                                                |
| Świderska Stanisława                                                  |                                      |                                      | Ruch Oporu we Francji                                                |                                                                |
| Świerczewski Tadeusz                                                  | porucznik inż.                       |                                      |                                                                      | kampania wrześniowa                                            |
| Świerczyna Edward                                                     |                                      |                                      |                                                                      |                                                                |
| Świetana Władysław                                                    | podporucznik                         |                                      | 1 Warszawska Brygada Pancerna                                        |                                                                |
| Takarczyk Stanisław                                                   | podporucznik                         |                                      | 2 Berliński pułk piechoty                                            |                                                                |
| Taran Mikołaj                                                         | pułkownik                            | 1946                                 | 4 Front Ukraiński                                                    |                                                                |
| Tarasienko Michał                                                     | podpułkownik                         | 1946                                 | 4 Front Ukraiński                                                    |                                                                |
| Techniczek Maciej                                                     | major                                | 1945                                 | Brygady Międzynarodowe                                               | wojna domowa w Hiszpanii                                       |
| Terlecki Tomasz                                                       | porucznik                            | 1946                                 | 1 Armia Wojska Polskiego                                             | przełamanie Wału Pomorskiego                                   |
| Teyssier                                                              | generał brygady                      |                                      | Armia Francuska                                                      |                                                                |
| Thiemé Eugéne „Michael”                                               | kapitan                              | 1946                                 | Francuski Ruch Oporu                                                 |                                                                |
| Thomas Bronisław                                                      |                                      | 1946                                 |                                                                      |                                                                |
| Tiagniej Piotr                                                        | major                                | 1946                                 | 4 Front Ukraiński                                                    |                                                                |
| Tichomirow Mikołaj                                                    | generał brygady                      | 1946                                 | 4 Front Ukraiński                                                    |                                                                |
| Tietierin Mikołaj                                                     | pułkownik                            | 1946                                 |                                                                      |                                                                |
| Timoszuk Mikołaj                                                      | sierżant                             | 1946                                 | Brygady Międzynarodowe                                               | wojna domowa w Hiszpanii                                       |
| Tisłowiec Henryk                                                      | podporucznik                         |                                      | 1 Praski pułk piechoty                                               |                                                                |
| Tkaczenko                                                             | pułkownik                            | 1946                                 |                                                                      |                                                                |
| Tomaradze Józef                                                       |                                      |                                      |                                                                      |                                                                |
| Tomcik Jaroslaw                                                       | kapitan                              | 11.03.1947                           | Armia Czechosłowacka                                                 | za zwycięskie dowodzenie Armią Czechosłowacką                  |
| Topolnicki Bronisław                                                  | podporucznik                         |                                      | 1 Praski pułk piechoty                                               |                                                                |
| Traube Mieczysław                                                     | porucznik                            |                                      | 16 Kołobrzeski pułk piechoty                                         |                                                                |
| Tropiejko Fiodor                                                      | kapitan                              |                                      | 1 Warszawska Brygada Pancerna                                        |                                                                |
| Trunow Iwan                                                           | major                                | 1946                                 | 4 Front Ukraiński                                                    |                                                                |
| Tufiakow Wiktor                                                       | kapitan                              |                                      | 1 Warszawska Brygada Pancerna                                        |                                                                |
| Tupikowski Wilhelm                                                    | kapitan                              |                                      | 7 Kołobrzeski pułk piechoty                                          |                                                                |
| Turek Józef                                                           |                                      |                                      |                                                                      | konspiracja                                                    |
| Tyczyno Jan                                                           | kapitan                              |                                      |                                                                      | kampania wrześniowa                                            |
| Tylec Władysław                                                       |                                      |                                      |                                                                      | ruch oporu we Francji                                          |
| Tymicki Tadeusz                                                       | kapitan                              |                                      | 36 Łużycki pułk piechoty                                             |                                                                |
| Tymiński Władysław                                                    | porucznik                            | 1946                                 |                                                                      |                                                                |
| Ulman Jan                                                             |                                      |                                      | Ruch Oporu we Francji                                                |                                                                |
| Urbanowski Aleksander                                                 | podporucznik                         |                                      | 7 Kołobrzeski pułk piechoty                                          |                                                                |
| Usik Paweł                                                            | plutonowy                            |                                      | 10 pułk piechoty                                                     |                                                                |
| Voisseau (de) Ole                                                     | kapitan                              |                                      | Armia Norweska                                                       | bitwa o Narwik                                                 |
| Wachowiak Leon                                                        | major                                | 1946                                 | Brygady Międzynarodowe                                               | wojna domowa w Hiszpanii                                       |
| Wagner Daniel                                                         | kapral                               |                                      | 1 Warszawska Brygada Pancerna                                        |                                                                |
| Wall Szczepan                                                         |                                      |                                      | Ruch Oporu we Francji                                                |                                                                |
| Wanagas Mikołaj                                                       | porucznik                            |                                      | 3 Berliński pułk piechoty                                            |                                                                |
| Wanarski Stanisław                                                    | ogniomistrz                          |                                      | 9 Brygada Artylerii Przeciwpancernej                                 |                                                                |
| Wansowicz Władysław                                                   | porucznik                            |                                      | 26 pułk piechoty                                                     |                                                                |
| Wasil Marian                                                          | chorąży                              | 1946                                 |                                                                      |                                                                |
| Wasilewski Józef                                                      | podporucznik                         |                                      | 1 Praski pułk piechoty                                               |                                                                |
| Wasilewski Wiaczesław                                                 | podporucznik                         |                                      |                                                                      |                                                                |
| Wasowicz Stanisław                                                    | podporucznik                         | 1946                                 |                                                                      | okupacja niemiecka                                             |
| Wąsowicz Stanisław                                                    | porucznik                            | 1946                                 | 5 Kołobrzeski pułk piechoty                                          |                                                                |
| Wereszczagin Jan                                                      | podpułkownik                         |                                      | 4 Drezdeńska Brygada Pancerna                                        |                                                                |
| Wieczorek Zygmunt                                                     | podporucznik                         |                                      | 14 Kołobrzeski pułk piechoty                                         |                                                                |
| Wieliczko Iwan                                                        | major                                | 1946                                 | 4 Front Ukraiński                                                    |                                                                |
| Wienc Tadeusz                                                         | porucznik                            |                                      | 28 pułk piechoty                                                     |                                                                |
| Wiland                                                                | kapitan                              |                                      |                                                                      | kampania wrześniowa                                            |
| Wilczek Eugeniusz                                                     | podchorąży                           |                                      | 3 Berliński pułk piechoty                                            |                                                                |
| Wilczyński Leon                                                       | porucznik                            | 1946                                 | Brygady Międzynarodowe                                               | wojna domowa w Hiszpanii                                       |
| Winogron Josef Jehuda                                                 |                                      | 1948                                 | Żydowska Organizacja Bojowa                                          | powstanie w getcie warszawskim                                 |
| Wiśniewski Edward                                                     | podporucznik                         | 1946                                 |                                                                      |                                                                |
| Wiśniewski January                                                    | porucznik                            |                                      | 1 Praski pułk piechoty                                               |                                                                |
| „Władek z Chłodni Wolskiej”                                           |                                      |                                      |                                                                      |                                                                |
| Włoczkowski Marian Konstanty                                          |                                      | 1946                                 |                                                                      |                                                                |
| Wnukowski Alfred                                                      | major                                |                                      | 10 pułk piechoty                                                     |                                                                |
| Wodnicki Henryk                                                       | kapitan                              |                                      | 4 pułk piechoty                                                      |                                                                |
| Wojciechowski Andrzej                                                 | sierżant                             | 1946                                 |                                                                      |                                                                |
| Wojciechowicz Franciszek                                              | podporucznik                         |                                      | 2 Berliński pułk piechoty                                            |                                                                |
| Wojewódzki Stanisław                                                  | sierżant                             |                                      |                                                                      |                                                                |
| Wojno Feliks                                                          | kapitan                              |                                      | 1 Praski pułk piechoty                                               |                                                                |
| Worobiej Grygoryj                                                     | podpułkownik                         | 1946                                 | 4 Front Ukraiński                                                    |                                                                |
| Woroniszcza Teodor                                                    | porucznik                            | 1946                                 | Brygady Międzynarodowe                                               | wojna domowa w Hiszpanii                                       |
| Woźnica Zygmunt                                                       | chorąży                              |                                      | 2 Berliński pułk piechoty                                            |                                                                |
| Wróblewski Jan                                                        | podporucznik                         |                                      | 30 pułk piechoty                                                     |                                                                |
| Wypiorczyk Stanisław                                                  | kapral                               | 1946                                 | Brygady Międzynarodowe                                               | wojna domowa w Hiszpanii                                       |
| Wyrembek Stanisław                                                    | kapral                               | 1946                                 | Brygady Międzynarodowe                                               | wojna domowa w Hiszpanii                                       |
| Wysocki Adolf                                                         | porucznik                            |                                      | 1 Praski pułk piechoty                                               |                                                                |
| Wysocki Tomasz                                                        | podporucznik                         |                                      | 1 Praski pułk piechoty                                               |                                                                |
| Wysocki Władysław                                                     | kapitan                              |                                      | 1 Praski pułk piechoty                                               |                                                                |
| Zabłudowski Arkadiusz                                                 | chorąży                              |                                      | 1 Praski pułk piechoty                                               |                                                                |
| Zajcew Wiktor                                                         | podporucznik                         |                                      | 36 Łużycki pułk piechoty                                             |                                                                |
| Zak Józef                                                             |                                      |                                      |                                                                      | konspiracja w woj. krakowskim                                  |
| Zalewski Józef                                                        | podporucznik                         |                                      |                                                                      | walki z UPA                                                    |
| Załęski Jan                                                           | porucznik                            | 1946                                 |                                                                      |                                                                |
| Załucki Eugeniusz                                                     | podporucznik                         |                                      | 2 Berliński pułk piechoty                                            |                                                                |
| Zamiechowski Witold                                                   | porucznik                            |                                      |                                                                      | kampania wrześniowa                                            |
| Zaniewski Leon                                                        |                                      | 1946                                 |                                                                      |                                                                |
| Zastawny Bronisław                                                    | porucznik                            |                                      |                                                                      | kampania wrześniowa                                            |
| Zawadzki Michał                                                       | kapral                               |                                      | 5 Kołobrzeski pułk piechoty                                          |                                                                |
| Zawilski Apoloniusz                                                   | major                                |                                      |                                                                      | kampania wrześniowa                                            |
| Zaworski Marcin                                                       | porucznik                            |                                      |                                                                      |                                                                |
| Zbrożek Rudolf                                                        | porucznik                            |                                      | 3 Berliński pułk piechoty                                            |                                                                |
| Zdorowikow Mikołaj                                                    | kapitan                              |                                      | 8 Bydgoski pułk piechoty                                             |                                                                |
| Ziarkowski Stanisław                                                  | pułkownik                            |                                      | 18 Kołobrzeski pułk piechoty                                         |                                                                |
| Zielenin Mikołaj                                                      | major                                |                                      | 8 Bydgoski pułk piechoty                                             |                                                                |
| Zieliński Marian                                                      |                                      | 1946                                 |                                                                      | konspiracja?                                                   |
| Zieliński Stanisław                                                   | starszy sierżant                     |                                      | 1 Warszawska Brygada Pancerna                                        |                                                                |
| Zieliński Zygmunt                                                     | plutonowy                            |                                      | 7 Kołobrzeski pułk piechoty                                          |                                                                |
| Zubowicz Józef                                                        | szeregowy                            |                                      | 1 Warszawska Brygada Saperów                                         |                                                                |
| Zwierkowicz Platon                                                    | kapitan                              |                                      | 26 pułk piechoty                                                     |                                                                |
| Zwierzański Wacław                                                    | major                                |                                      | 1 Praski pułk piechoty                                               |                                                                |
| Zylbeberg Zorach                                                      |                                      | 1948                                 | ŻOB?                                                                 |                                                                |
| Żebrak Kazimierz                                                      | sierżant                             | 1946                                 | Brygady Międzynarodowe                                               | wojna domowa w Hiszpanii                                       |
| Żełnin Michał                                                         | pułkownik                            | 1946                                 | 4 Front Ukraiński                                                    |                                                                |
| Żeromski Józef                                                        | chorąży                              |                                      | 7 Kołobrzeski pułk piechoty                                          |                                                                |
| Żmuda Jan                                                             | starszy szeregowy                    |                                      | 25 pułk piechoty                                                     |                                                                |
| Żurawlew Jewgenij                                                     | generał dywizji                      | 1946                                 | 4 Front Ukraiński                                                    |                                                                |
| Żurek Jan                                                             | porucznik                            | 1945                                 | Brygady Międzynarodowe                                               | wojna domowa w Hiszpanii                                       |
| Żytło Jan                                                             | kapitan                              |                                      | 1 Warszawska Brygada Saperów                                         |                                                                |